# Storia della Riforma e della Controriforma a Vicenza
Nel secondo quarto del XVI secolo le idee della riforma protestante - provenienti soprattutto dall'area tedesca e svizzera - si diffusero abbastanza rapidamente anche a Vicenza, dove trovarono molti disposti ad accoglierle, insofferenti dei comportamenti ecclesiastici e sinceramente desiderosi di una riforma in senso evangelico. La diffusione di queste idee interessò strati sociali diversi a seconda dei canali che seguì e delle diverse sensibilità che incontrò.

## Il contesto politico ed economico di Vicenza nei secoli XV e XVI
Nel 1404, per difendersi dai Carraresi di Padova, la città si era data alla Serenissima Repubblica di Venezia, accettando le condizioni di questa dedizione. L'aristocrazia cittadina era riuscita a mantenere e anzi a rafforzare il proprio potere nei confronti del contado, dal quale traeva le risorse che le servivano per alimentare il proprio alto tenore di vita.
Essa però non aveva alcun ruolo nel governo della Repubblica, completamente in mano alle famiglie patrizie veneziane dopo la Serrata del Maggior Consiglio, avvenuta nel 1297. I poteri dell'aristocrazia vicentina erano limitati anche in città, il cui governo era affidato a un podestà, a un capitano, tre giudici, due cancellieri e alcuni conestabili designati da Venezia, tutti funzionari il cui costo era a carico della città.

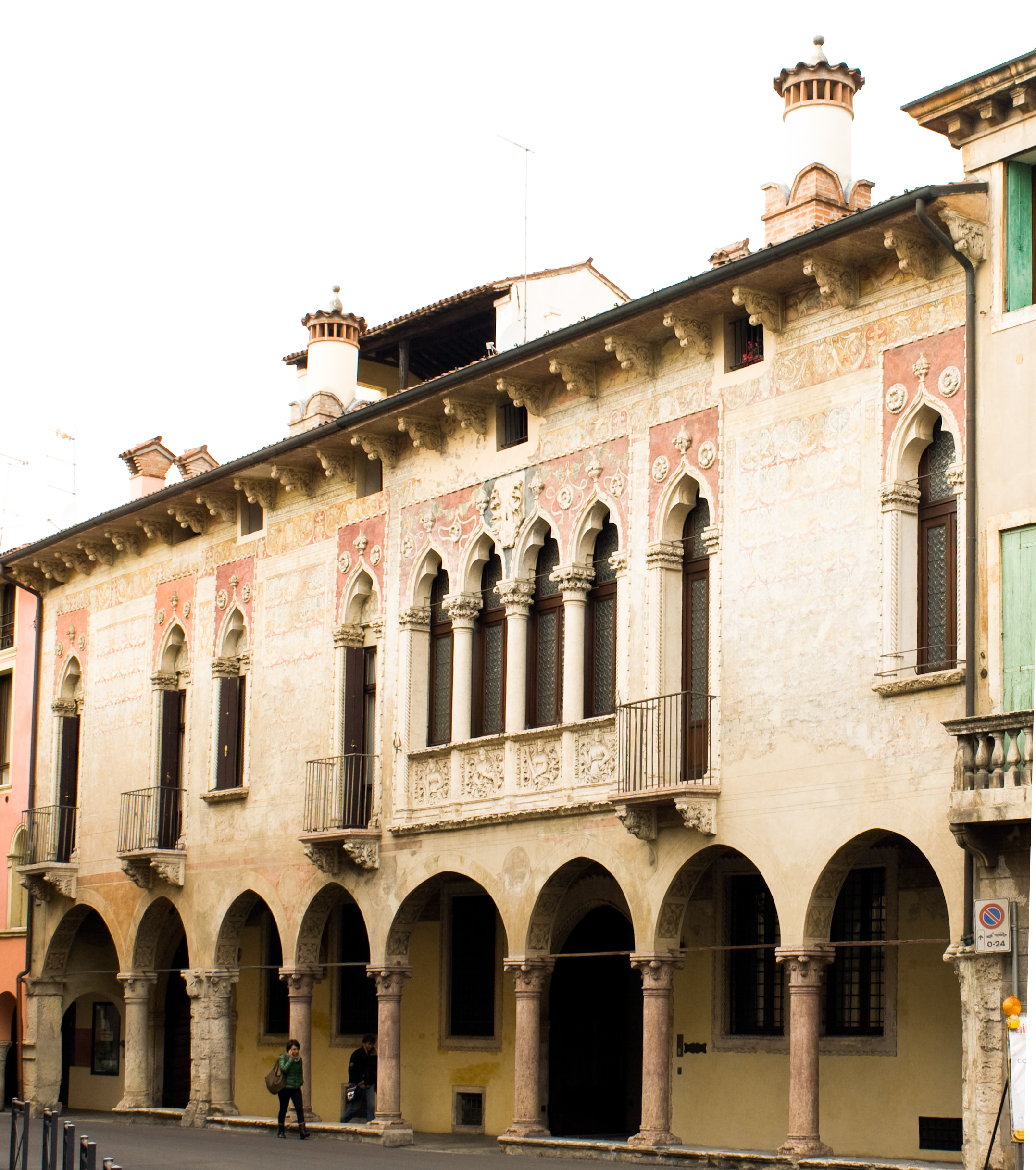
Palazzo Regaù, in Borgo San Pietro, espressione quattro-cinquecentesca del benessere della città

Fino alla fine del Quattrocento la dedizione a Venezia risparmiò Vicenza dall'essere coinvolta in guerre, il che determinò un grande sviluppo economico che continuò per tutto il Cinquecento. Le attività produttive più rilevanti, oltre alle estese colture agricole nelle campagne, risultavano essere quelle cittadine legate alla lavorazione delle pelli, delle lane e dei metalli preziosi; la produzione era così fiorente da attirare manodopera dalla Lombardia e persino dalla Germania.
Questo periodo di grande vitalità produttiva ebbe come conseguenza anche un notevole sviluppo delle lettere e delle arti, della costruzione di lussuosi palazzi, dapprima in stile gotico veneziano, poi in stile rinascimentale e neoclassico. Il tutto favoriva la cultura cittadina, aperta alla circolazione delle idee e alle posizioni politiche e intellettuali, sia quelle del mondo antico greco e romano, sia quelle provenienti dai Paesi d'Oltralpe; alla fine del XV secolo e agli inizi del XVI particolarmente attraenti e suggestive erano le idee di Erasmo da Rotterdam.
Nella prima metà del Cinquecento Vicenza dovette muoversi all'interno di un contesto politico piuttosto difficile da gestire; fu ripetutamente coinvolta nella guerra della lega di Cambrai, nel corso della quale gli aristocratici vicentini - in prima fila le potenti famiglie dei Trissino e dei Trento - furono per un breve periodo di tempo dalla parte dell'imperatore, mentre le componenti popolari, sia della città sia del contado, manifestarono la propria fedeltà a San Marco. Seguirono alcuni anni in cui le alleanze tra gli stati si fecero e si disfecero con grande disinvoltura e rapidità e il territorio vicentino fu ancora invaso molte volte; solo dopo il 1523 - con il trattato firmato tra Carlo V e Venezia - la pace fu definitivamente ristabilita. Per il territorio vicentino la pace significò la stabilità politica e la continuazione della supremazia della città sul contado.

## Il contesto religioso
A differenza del periodo medievale, con la dedizione a Venezia si era creata un'alleanza tra l'apparato politico e quello religioso che aveva favorito la stabilità di governo sia della città che della diocesi. Il Senato veneziano si faceva carico di segnalare alla Curia romana i candidati a benefici ecclesiastici, tanto che per quattro secoli quasi tutti i vescovi di Vicenza furono scelti tra i membri delle famiglie patrizie della "Dominante".
Vi era anche l'accordo che il vescovo fosse tenuto a risiedere sempre in città ma questo avvenne, nel XV secolo, solo per un decennio o poco più con l'episcopato di Francesco Malipero; la designazione di un vescovo di famiglia patrizia era soltanto un modo di fargli fare carriera e ottenere privilegi. Per quasi tutti i quattro secoli del dominio veneziano la maggior parte dei vescovi visse fuori Vicenza e il governo della diocesi fu affidato ad un vicario generale.
Per quanto riguarda la vita della Chiesa, nella prima metà del XV secolo un qualche rinnovamento della vita religiosa ci fu, anche se non a tutti i livelli.
La pietà popolare fu alimentata da alcuni eventi particolari durante l'episcopato di Pietro Emiliani: l'apparizione di Maria a Vincenza Pasini, che venne percepita come una particolare protezione della Madonna sulla città, il ritrovamento dei corpi dei Santi Leonzio e Carpoforo, Eufemia e Innocenza e la predicazione di Bernardino da Siena.
Il vescovo Francesco Malipiero si impegnò nella riforma del clero regolare - che era ridotto ai minimi termini sia per la scarsità di vocazioni che per la rilassatezza dei costumi - favorendo l'insediamento di religiosi e religiose provenienti dall'esterno e imponendo la regola dell'osservanza ai monasteri e ai conventi esistenti.
I vescovi non cambiarono invece il sistema parrocchiale ed anzi continuarono a distribuire benefici a sacerdoti per lo più provenienti da fuori diocesi. Spesso più benefici attinenti a parrocchie e a chiese anche distanti tra loro venivano assegnati alla stessa persona che, naturalmente, non esercitava la cura d'anime sul posto.
L'esercizio delle funzioni liturgiche e dell'attività pastorale era affidato a un clero secolare di bassissimo livello culturale e di conoscenza dottrinale. Quanto allo stile di vita, nulla era cambiato rispetto al degrado dei costumi osservato nel Trecento; il clero partecipava - fatte salve alcune significative eccezioni di sacerdoti integerrimi - alle condizioni di abbrutimento in cui viveva la popolazione: rissosità, violenza, pratica della convivenza e del concubinato.

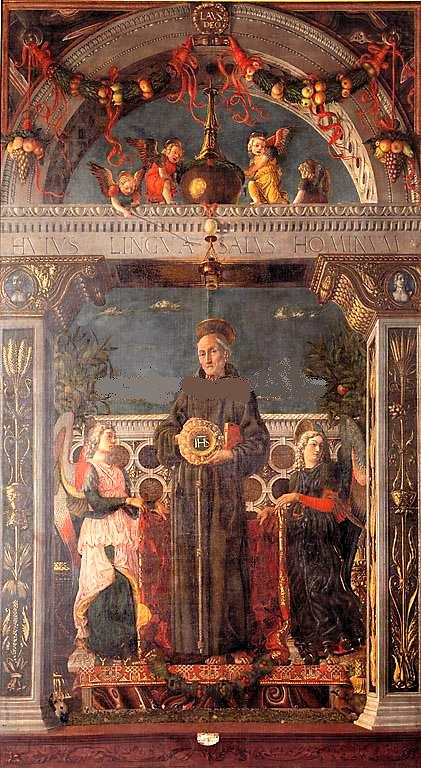
Andrea Mantegna, San Bernardino da Siena tra due angeli

Gli elementi che costituivano la vita religiosa di quel periodo - cioè dall'inizio del Quattrocento all'attuazione dei decreti del Concilio di Trento nella seconda metà del Cinquecento - possono quindi essere così sintetizzati:
- la concezione del mondo era ancora di stampo medievale: l'ordine del mondo viene da Dio, le autorità sia laiche che ecclesiastiche hanno il compito di attuarlo. La simbiosi e la complementarità tra i due poteri non vengono messe in discussione, a Vicenza come in tutta la Repubblica
- l'espressione della fede era esteriore e collettiva: autorità, aristocrazia e popolo partecipavano in massa alle cerimonie religiose ed anche le cerimonie civili avevano sempre un sigillo religioso. Era invece scarsa nei fedeli come nel basso clero la conoscenza dei contenuti della fede, così come scarsa era la conoscenza delle Scritture[12]
- la religiosità popolare era basata sul culto dei santi, visti come patroni intercessori e taumaturghi per la salvezza individuale e collettiva dell'anima e del corpo, nelle campagne la religiosità era molto legata ai cicli naturali e alla produzione agricola
- i monasteri e i conventi - anche se soffrivano del clima generale di rilassatezza dei costumi e tendevano a svuotarsi - erano, ben più delle parrocchie, i punti di riferimento della religiosità popolare; i frati erano i soli che conoscevano le Scritture ed erano in grado di predicare[13]. Vi erano momenti di entusiasmo devozionale provocato dalle prediche quaresimali di frati, come furono quelle di Bernardino da Siena o nel 1499 di Timoteo da Lucca che aveva osato non solo biasimare l'indegnità di tanta parte del clero secolare, ma anche del papa Alessandro VI, dichiarandosi disposto e addirittura desideroso di essere deferito a Roma per subirvi il martirio sull'esempio del Savonarola
- dopo la distruzione della Chiesa catara agli inizi del Trecento e fino alla riforma protestante non si conoscono a Vicenza movimenti di dissenso religioso e neppure di concreta contestazione alla Chiesa.

Anche in seguito alle vicende politiche, nella prima metà del Cinquecento la diocesi ebbe una serie di vescovi e di vicari designati direttamente dalla Santa Sede, in genere membri di potenti famiglie romane come i Della Rovere; in quel periodo in tutti gli Stati italiani le sedi episcopali furono appannaggio di cardinali risiedenti a Roma. Questo sistema sarebbe durato fino al 1565, quando si cominciò a dare applicazione ai decreti tridentini, che stabilivano l'obbligo della residenza.

## L'arrivo della Riforma protestante a Vicenza
Diversi sono i motivi che spiegano l'ampia e la rapida diffusione a Vicenza delle idee e dei contenuti della Riforma, nata intorno agli anni venti del Cinquecento in Germania:
- l'interesse per il pensiero di Erasmo da Rotterdam - che comprendeva anche la polemica contro gli ordini monastici e critiche costruttive rivolte alla Chiesa - che influenzò un nucleo di aristocratici che frequentavano le Accademie della città[14]
- i fermenti presenti nella predicazione di religiosi come Pietro Speciale da Cittadella[15] o Francesco Negri da Bassano
- le prime notizie sulle tesi di Lutero, portate a Vicenza già nel 1518 dai mercanti tedeschi provenienti da Augusta e Norimberga[16]; in città si instaurò un ampio circuito intellettuale attorno ai temi delle indulgenze e del peccato, del perdono e della grazia e il clima religioso cittadino ne venne profondamente influenzato
- l'insofferenza che da tempo le persone manifestavano verso i privilegi e il malcostume del clero[17]
- il malessere della popolazione rurale - anche quella di origine tedesca nella fascia pedemontana - in condizioni di povertà e di ignoranza, sulla quale facevano presa le idee anabattiste, fortemente contestatrici del potere ecclesiastico e di quello politico.

La diffusione di idee religiose fu inizialmente - nel secondo decennio del Cinquecento - sporadica e disorganizzata, ma si rinvigorì progressivamente attraverso la formazione di conventicole, circoli e comunità.

### La Villa a Cricoli e Gian Giorgio Trissino

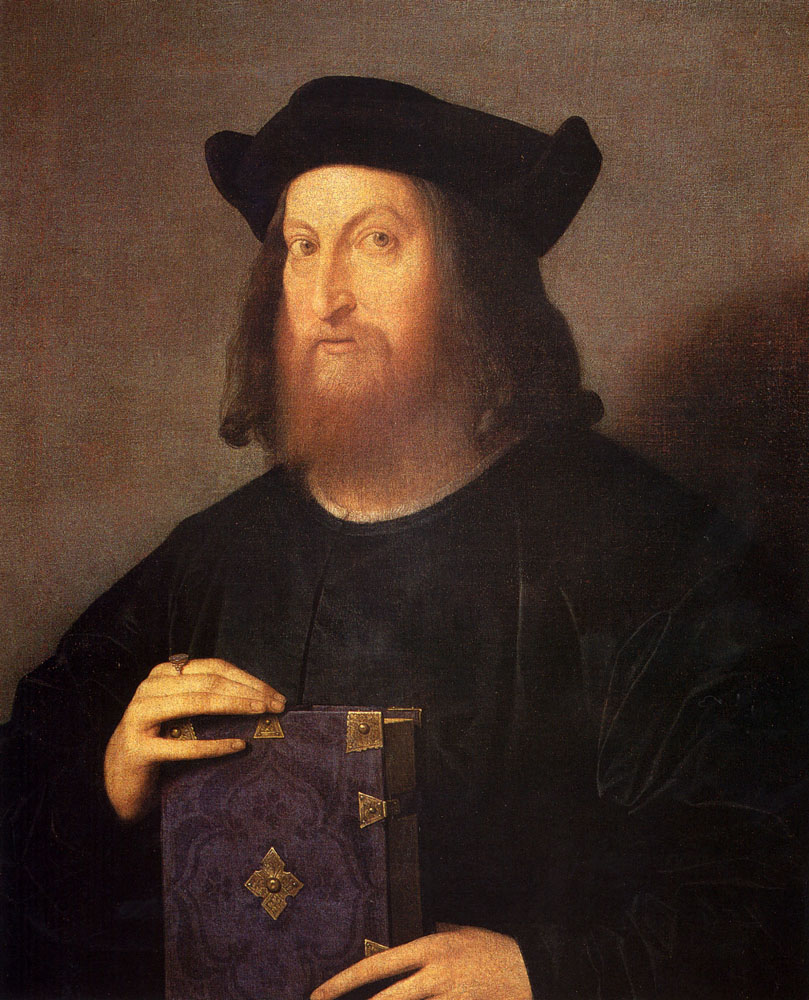
Gian Giorgio Trissino, ritratto del 1510 di Vincenzo Catena

Agli inizi del Cinquecento le famiglie dell'aristocrazia vicentina - tra le più prestigiose quelle dei Trissino e dei Da Porto - si incontravano nelle loro case e nei loro giardini, talvolta si riunivano in cenacoli aperti alla cultura italiana ed europea. Lì si discuteva di retorica, oratoria, filosofia neoplatonica, del mondo turco, di medicina; in quest'atmosfera era naturale parlare e discutere anche di religione, delle origini e della vita della Chiesa. Erano luoghi di incontro e di confronto, in cui si riunivano gli intellettuali innovatori di Vicenza e si respirava un'atmosfera tutta protesa al rinnovamento culturale, politico e religioso.
Uno di questi era Gian Giorgio Trissino, uomo di grande cultura umanistica, poeta, autore di opere teatrali, grammatico, architetto, con un'esperienza politica tra i grandi del suo tempo. Tra la fine del Quattrocento e i primi decenni del Cinquecento egli intraprese diversi viaggi tra Venezia, Bologna, Mantova, Firenze e Roma, dove s'ingraziò le simpatie dei Papi Leone X, Clemente VII e infine Paolo III. I Pontefici lo inviarono come proprio ambasciatore presso il Doge di Venezia, la corte dei Gonzaga e soprattutto l'Imperatore, dapprima Massimiliano I e successivamente Carlo V. Spesso quindi viaggiò tra la Germania e Roma, recando le rispettive ambascerie ai diversi potenti. Per lui innovare significava fare esperienza, conoscere e non era insensibile alle proposte di riforma provenienti dalla Germania; rifiutava la corruzione ed era interessato alla ricerca delle fonti del cristianesimo. Fra il 1519 e il 1522, interessato a conoscere quanto proponeva Lutero, frequentò le riunioni presso la casa dei Verlato e dei Chiericati.

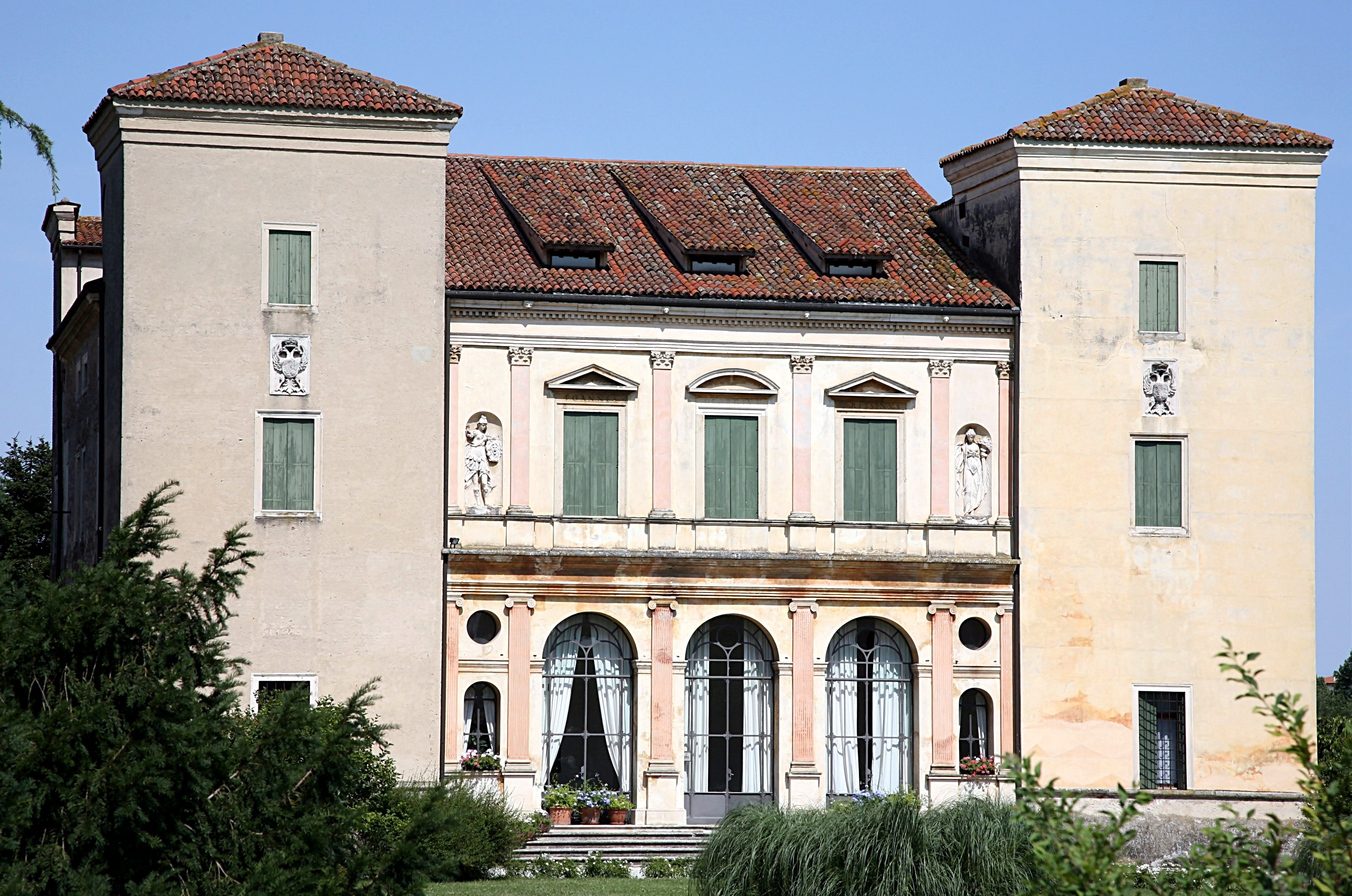
Villa Trissino ai Cricoli

Dopo il 1520 villa Trissino, che Gian Giorgio aveva ereditato dal padre, divenne uno dei più importanti ambienti della cultura vicentina, al centro del quale veniva proposto l'insegnamento di Erasmo da Rotterdam; animatori di questo circolo erano Gian Giorgio Trissino e Roberto Verlato. Anche se nella villa di Cricoli non si sviluppò la Riforma, fu tuttavia un ambiente in cui venivano trattati problemi teologici e dottrinali; dopo la ristrutturazione operata nella seconda metà degli anni trenta dallo stesso Trissino (al cui cantiere aveva lavorato anche Andrea di Pietro, in seguito da lui denominato Palladio), la villa divenne sede di Accademia.
Per Gian Giorgio, peraltro, la fonte della verità rimaneva la Chiesa delle origini, che egli identificava con la Chiesa romana, discostandosi in questo da quanto pensava Erasmo, atteggiamento che probabilmente derivava in parte da una reale convinzione, ma anche per tutelare la propria posizione e i propri privilegi a Vicenza.
Nel 1542 egli scriveva al figlio Giulio - che egli aveva avviato alla carriera ecclesiastica e dietro sua pressione era stato nominato canonico e arciprete della Cattedrale - non tanto per farlo riflettere sugli errori della sua interpretazione dottrinale, quanto piuttosto sui danni che la sua condotta avrebbe provocato alla loro famiglia e a lui stesso se avesse persistito nelle sue idee: avrebbero perso le decime, le possessioni e i fitti della Valle di Trissino; Giulio avrebbe perso il Bevadoro e la residenza del presbiterato, non sarebbe più stato cameriere del papa, incarico che gli fruttava ben 1000 ducati di entrata annua. In chiusura gli ricordava che dai maledetti luterani non avrà né roba né onori. In questa lettera Giulio scorse solo hypocrisia e corruzione; i luterani possono essere maledetti, fastosi saranno sicuramente i benefici che la corte di Roma offre, tuttavia il nuovo Vangelo apre altre vie, altri rinnovamenti.

### La diffusione delle idee di Lutero e di Zwingli negli anni venti

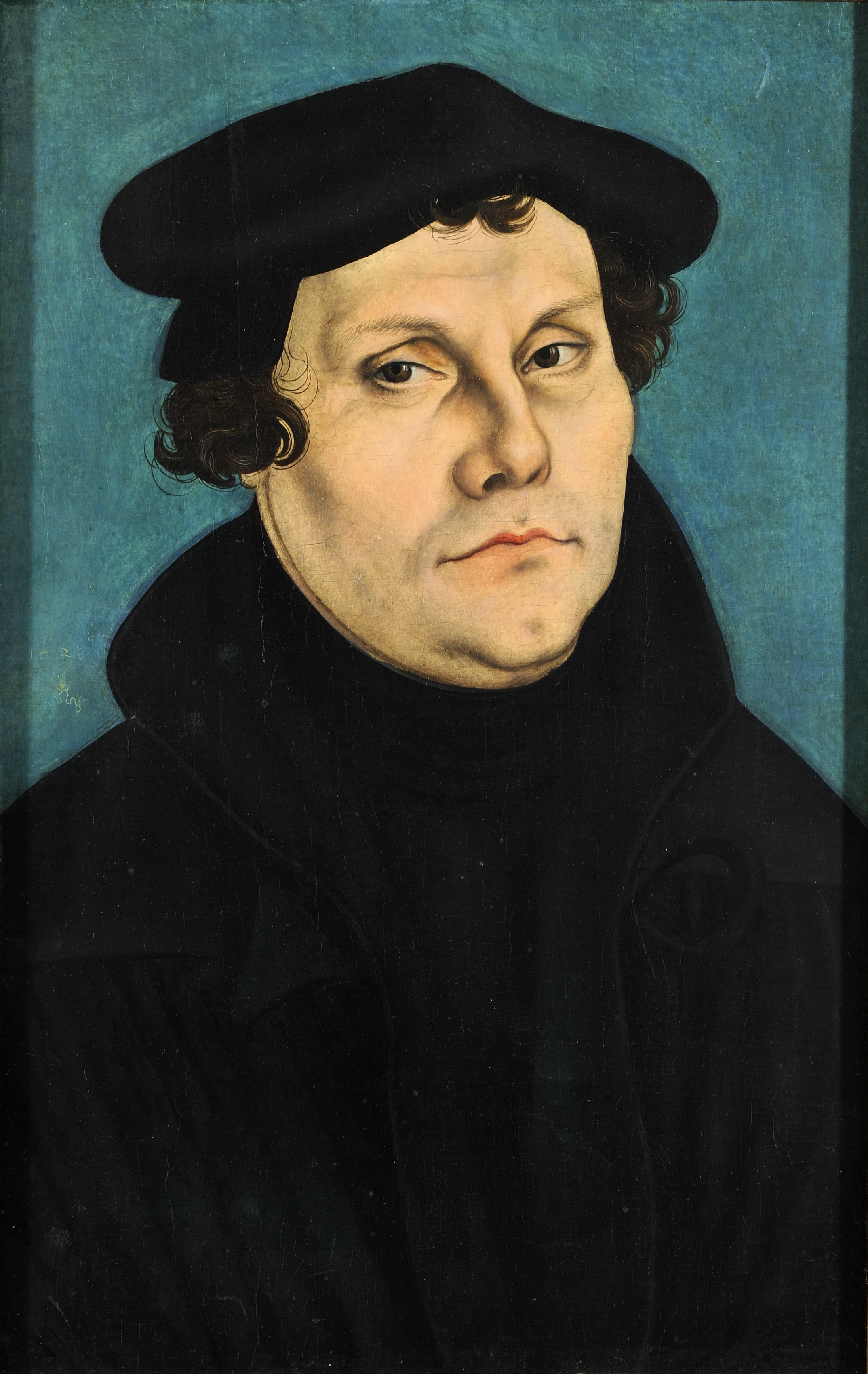
Ritratto di Martin Lutero di Lucas Cranach (1529)

Nel corso degli anni 1520, Vicenza divenne una delle principali città italiane - assieme a Siena e a Lucca - in cui trovarono accoglienza e diffusione le idee di Lutero. In breve tempo nacque una rete culturale di piccoli circoli, incentrati attorno ad aristocratici sensibili alla cultura umanistica ed economicamente agiati, pertanto vicini alla nobiltà germanica.
Tra i più importanti vi era quello che faceva riferimento alla famiglia da Porto, in cui erano presenti prestigiosi giuristi, che fu definito "l'antico e solido circolo riformatore". Altri si trovavano nelle case dei Capra e dei Thiene, proprio all'interno del centro storico, nelle quali si costituirono circoli in cui si commentavano le lettere di San Paolo e si discuteva sul comportamento della Chiesa, contestato da Lutero. Questo fervore religioso si accentuò a Vicenza fra il 1520 e il 1530 con l'introduzione delle lezioni di Martin Bucer e Zwingli.
Una rilevante influenza in questa fase iniziale sembra possa essere attribuita anche all'azione dell'ex-monaco benedettino Francesco Negri da Bassano, discepolo e portavoce di Zwingli. Nella primavera del 1530 il Negri ritornò per breve tempo in terra veneta per occuparsi della diffusione delle nuove dottrine; egli andava "occulto in diversi lochi ..." per visitare "diversi anche fratelli".
Ritornò poi a Strasburgo per trasferirsi infine nel 1538 a Chiavenna, dove aprì una scuola e scrisse le sue opere più importanti; continuò comunque a comunicare con i confratelli zwingliani vicentini, ma la sua ecclesiologia si mantenne riservata a un ceto colto e piuttosto nell'ambito della borghesia. Il suo indirizzo dottrinario procedette verso il radicalismo razionalistico, tuttavia rifiutando le contaminazioni platonizzanti e, d'altra parte, il soggettivismo religioso, il Negri si professava "contrario a tutte le eresie di qualunque sorte si siano, e particolarmente a quella degli anabattisti".

## Il radicamento del protestantesimo negli anni trenta
Nel secondo quarto del XVI secolo le idee della riforma protestante si diffusero abbastanza rapidamente, interessando strati sociali diversi a seconda dei canali che seguivano e delle diverse sensibilità che incontravano.
Per un certo tempo le diverse componenti si ritrovarono assieme, partecipando a compagnie - o accademie private - che si riunivano spesso in casa Pigafetta o nella villa Cricoli. Più volte venne segnalato a Venezia e a Roma che le adesioni al protestantesimo erano in continua crescita - si parlava di centinaia di aderenti - durante l'episcopato di Niccolò Ridolfi, peraltro sempre assente dalla città.
Fra le varie congregazioni che si erano venute a formare alla fine degli anni venti, una delle più importanti fu quella guidata nel 1530 da Giulio Thiene. Essa riuniva Giulio Trissino, Davide Loschi, Giulio Capra, Federico Valmarana, Piero e Pasqualin Tornieri, Giovanni Battista Tintore, Antonio da Finale, Paolo Gorgo e molti altri. La stessa era in collegamento con la famiglia Da Porto e riuniva non solo nobili, ma pure commercianti, tintori, taiacalce, caligheri, lavoratori del cuoio. Di tutti questi si raccontava che sono luterani el se ne parla pubblicamente per la terra, che non vanno a messa, né si confessano, né si comunicano (…).
Le congregazioni si espansero a partire dal 1535; nel 1548 la diffusione era tale che, nel processo che si tenne contro di lui, il farmacista Colombina dichiarava: ognuno dei capi deli altri riunisce circa sessanta persone, le quali leggono i salmi, la Bibbia, discutono sul purgatorio e la grazia. I più preparati nell'interpretazione dell'Evangelo crearono altre congregazioni aprendole non solo ai zentilhomini quanto et poveri homini.
Vicenza, forse perché era un importante centro produttivo da cui arrivavano e partivano merci e persone, venne a trovarsi sulla rotta di un circuito europeo del libro che diffondeva nella penisola italiana libri, manifesti e spezzoni di propaganda contro il papato. Dalla Germania, da Lione, da Ginevra e da Basilea, giungevano a centinaia i libri del "nuovo Evangelo". Iniziarono a comparire scritti in volgare in piccolo formato, in modo da poter essere nascosti nelle botti, nei bagagli dei mercanti e nelle balle di seta e nelle casse che arrivavano a Como prima di essere trasportate a Vicenza. Prese così consistenza un esteso commercio di libri la cui vendita avveniva, in questo periodo, in piazza o nelle diverse contrade di Vicenza. Dal 1538 in poi le librerie si organizzarono maggiormente, e restavano aperte nei giorni di mercato oppure il sabato e la domenica.
Nella farmacia detta del "Colombina" posta vicino alla cattedrale, così come nelle case di Roberto Verlato a San Lorenzo e di Battista Linarollo a Porta Nova si riunivano le congregazioni di riformati.  Come accadeva anche in altre cittadine, la Bibbia si leggeva e si discuteva nelle piazze e nelle botteghe, nelle raffinate e ricche dimore dei patrizi e dei mercanti, ma anche nelle umili dimore degli artigiani. I "fratelli" si riunivano per commentare insieme i passi della Scrittura e i testi d'oltralpe, oppure, nel caso fossero analfabeti, per ascoltarne la lettura fatta dai membri colti. Di fatto, stava prendendo forma, mediante la lettura e l'ascolto della Bibbia, una nuova comunità in grado di ridurre le diversità sociali e che consentiva la circolazione delle idee forgiando così le coscienze individuali e l'identità religiosa del gruppo.

### La diffusione del calvinismo: Fulvio Pellegrino Morato e Francesco Malchiavelli

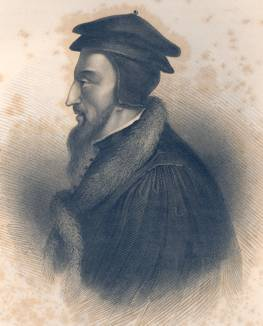
Giovanni Calvino

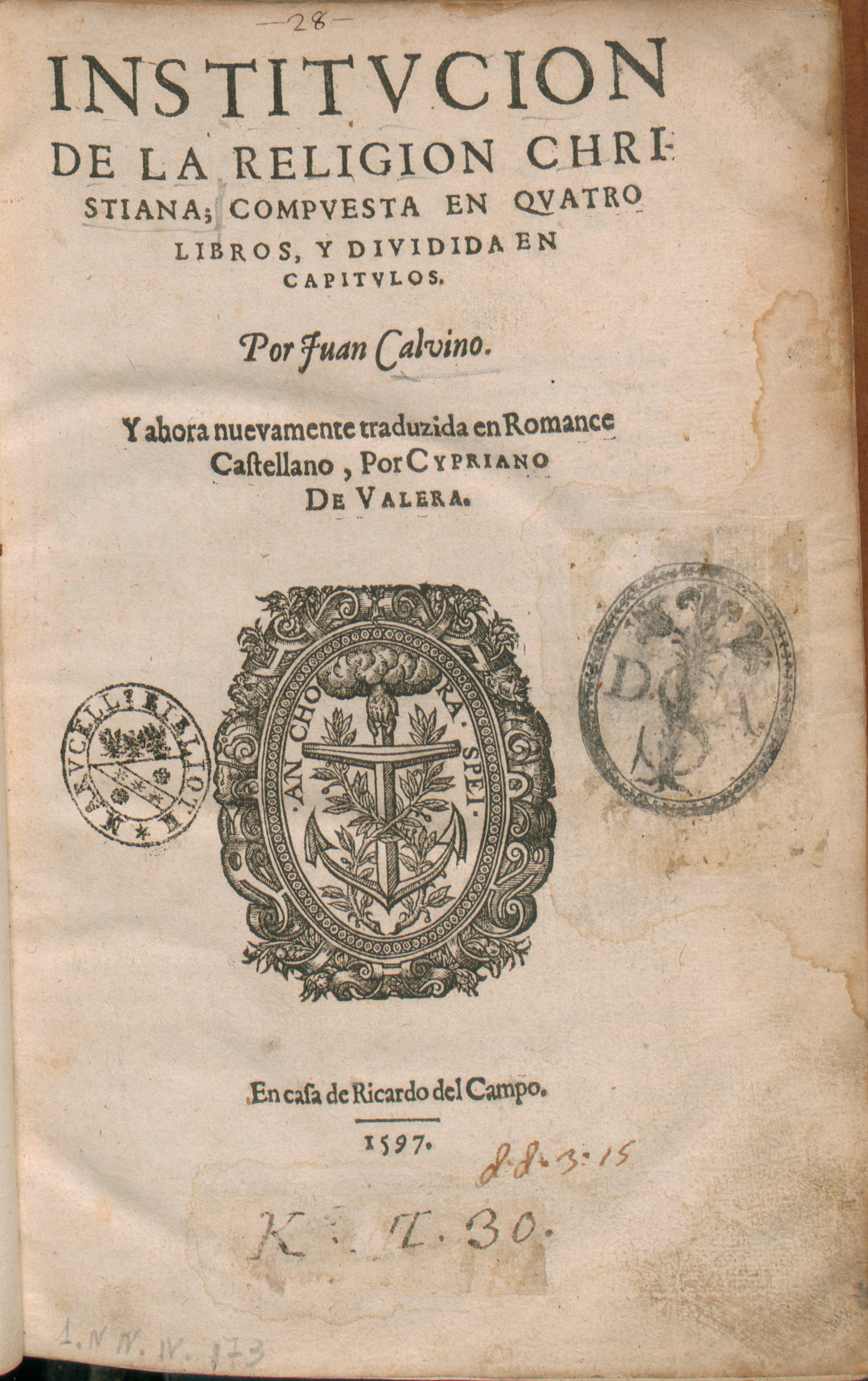
Institutio christianae religionis, 1597. Da BEIC, biblioteca digitale

Successivamente alla propaganda luterana e zwingliana, s'intrecciò e subentrò in modo sempre più incisivo nei ceti borghesi e fra gli aristocratici colti quella calvinista, anche se l'emergere e il progressivo distinguersi dei calvinisti vicentini non fu precoce e neppure evidente, tanto che ancora nel 1551 il "delatore" Pietro Manelfi, nelle sue confessioni, li classificava tutti come luterani e li contrapponeva agli anabattisti.
Secondo lo storico Stella, queste divergenze dottrinarie, che in seguito si andarono approfondendo, comportarono la separazione delle diverse tendenze confessionali sulla base discriminante delle aree sociali, e quindi venne meno la fraterna solidarietà cristiana al di fuori del proprio ceto; parve che si ridestassero antichi rancori o simpatie e propensioni politiche. Luterani filoimperiali si mantennero i vicentini di estrazione nobiliare, mentre quanti appartenevano alla borghesia cittadina divennero fautori dell'indirizzo riformatore svizzero zwingliano o calvinista. Tuttavia, nonostante il progressivo divario confessionale, almeno formalmente una qualche tolleranza pratica continuò nei rapporti fra luterani e calvinisti vicentini, forse perché dovevano conciliare i loro interessi nel commercio della seta e anche per motivi culturali abbastanza convergenti.
Anche se, per la scarsità di documentazione, è difficile seguire la diffusione delle idee protestanti a Vicenza, sembra che le origini del calvinismo vicentino siano dovute principalmente all'opera di Fulvio Pellegrino Morato, un umanista proveniente dalla corte ferrarese degli estensi di Renata di Francia - in seguito un luogo di raccolta e di appoggio per coloro che avevano aderito alla Riforma - che visse a Vicenza tra il 1532 e il 1539.
Gian Giorgio Trissino, che controllava le nomine alla funzione di "lettore pubblico" della città - funzione importante in quel momento, perché poteva avere conseguenze sulla stabilità religiosa ed istituzionale di Vicenza - indicò Morato che si insediò in città nel 1532.
Ben presto la sua casa, dopo le letture pubbliche, divenne un "cenacolo" che attraeva i giovani aristocratici e gli umanisti che soggiornavano a Vicenza. Le sue lezioni trovarono terreno fertile in particolare nelle famiglie dei Da Porto, dei Verlato, dei Thiene e dei Trissino, senza creare inizialmente particolari dissensi, anche in virtù della tolleranza che consentiva al movimento riformato di agire allo scoperto. Luogo di communibus studiis la sua casa giunse ad avere un'importanza pari a quella della villa Cricoli; alla sua scuola furono formati alcuni giovani che poi avrebbero aderito alla Riforma come Giulio Trissino, Marco e Nicolò Thiene.
Da quando, nel 1536, a Basilea usci l'edizione latina dell'Institutio christianae religionis, il pensiero di Calvino entrò nel cenacolo del Morato costituendo la base delle aspirazioni degli intellettuali vicentini ed egli divenne un protagonista nella diffusione del pensiero di Calvino a Vicenza.
Nel 1539, però, a causa delle pressioni della curia e dell'aperta ostilità di Gian Giorgio Trissino che crearono un clima di opposizione, il Morato perse il ruolo di lector publicus e fu costretto a lasciare la città.
Dopo quelle del Morato furono determinanti a Vicenza, dal 1545 al 1548, le lezioni di Francesco Malchiavelli. Grammatico e amico della famiglia Roncale di Rovigo, anch'essa affascinata da Calvino e in relazione con i fratelli Pellizzari di Vicenza, Malchiavelli soleva lezer l'opera tanto ampliata di Calvino.
Le lezioni pubbliche del Malchiavelli fecero ancor più apprezzare e radicare il pensiero calvinista; tra i suoi allievi vi furono Alessandro Trissino, Giovanni Battista Trento ed Elio Belli.

### Gli anabattisti

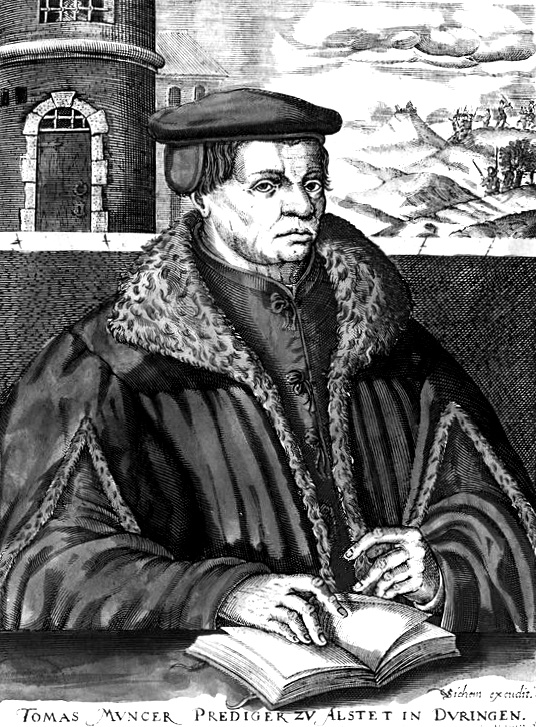
Il pastore protestante tedesco Thomas Müntzer

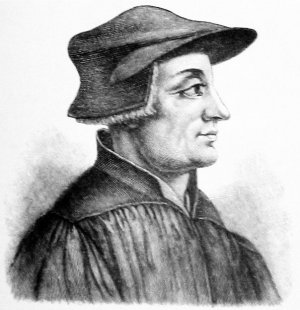
Il teologo svizzero Ulrico Zwingli

Essendo l'anabattismo un movimento non strutturato, come invece lo furono le chiese riformate, storicamente è stato difficile individuare e interpretare le fonti che riportano luoghi, persone e fatti ad esso relativi. Inoltre i documenti sono in numero limitato e spesso inquinati dalla storiografia di parte, poiché il movimento incontrò feroci resistenze e persecuzioni violente in tutta Europa. Solo dalla prima metà del Novecento l'impegno di studiosi, soprattutto mennoniti, ha permesso il ritrovamento o l'analisi di documenti che hanno gettato nuova luce e comprensione sull'anabattismo.
Nel Cinquecento il movimento anabattista si radicò a Vicenza e in varie località del territorio vicentino e anche nel padovano e nel trevigiano fino ad Asolo. Fu portato dai contadini trentino-tirolesi ribelli che, sconfitti e scacciati dalla Germania nel decennio 1525-35, si rifugiarono soprattutto nella zona di Bassano e di Cittadella; essi si ispiravano alle dottrine di Conrad Grebel, Simon Stumpf e Felix Manz, quindi ad una linea di anabattismo moderato.
L'anabattismo si diffuse prevalentemente in ambito rurale, ma anche tra gli artigiani della città. Nelle comunità si traducevano testi nel vernacolo veneto locale e si diffondevano manifesti della cosiddetta "riforma radicale", per promuovere l'avvento di una società veramente cristiana, libera e giusta.
Uno dei più attivi e influenti anabattisti a Vicenza fu "maestro Mattheo d'Alemanna tintore", insieme con "Zuan da Poschiavo", identificabile con il denunciato e inquisito "maestro Giovanni de Dolthiani callegaro". Vi furono anche preti tedeschi accusati e arrestati per propaganda religiosa eterodossa, come un certo "Enrico di Alemagna", cappellano nella chiesa di Recoaro, denunciato nel 1533 dagli stessi parrocchiani e arrestato nel 1535.
Il movimento aveva connotazioni sociali e comunitarie, sul modello dei fratelli Hutteriti, che in Moravia praticavano su base volontaria la comunione dei beni sia di produzione sia di consumo. Gli anabattisti erano organizzati in gruppi di studio o cenacoli, che però spesso vennero turbati da divergenze dottrinali: l'indirizzo prevalente, concordato nel Sinodo di Venezia del 1550, arrivò a conclusioni antitrinitarie, con la negazione della divinità di Cristo. Questa impostazione aprì la porta alla negazione di ogni dogma e persino delle regole comunitarie sino ad allora accettate.

### La Repubblica di Venezia e la Riforma

#### La circolazione delle idee
Agli inizi del Cinquecento Venezia e i suoi domini di Terraferma furono un terreno particolarmente favorevole alla diffusione delle idee provenienti d'oltralpe, dapprima quelle di Erasmo da Rotterdam, poi quelle di Lutero, di Calvino, dell'anabattismo.
I fattori che favorirono questa diffusione furono:
- la circolazione delle persone e delle merci, sia a Venezia - dov'era cospicua la presenza di mercanti tedeschi presso i loro fondaci - che nelle città di Terraferma
- il livello culturale nella città di Padova, sede universitaria
- la grande quantità di stamperie e di case editrici presenti sia a Venezia - dov'erano oltre 500 - che in altre città, tra le quali a Vicenza; un'industria e un mercato librario che facilitavano la divulgazione delle nuove idee provenienti d'oltralpe.

Il territorio della Serenissima divenne un crocevia di uomini e d'informazioni che attecchirono rapidamente e diffusamente in un ambiente già ricco di istanze di rinnovamento; una delle città più sensibili a questa penetrazione fu Vicenza che, per ragioni commerciali e geografiche, manteneva rapporti molto stretti con il mondo germanico.

#### La tolleranza della Serenissima
Durante la prima metà del secolo Venezia ebbe, nei confronti di queste idee, una politica di notevole tolleranza e di freno nei confronti degli organi ecclesiastici quando intendevano controllare l'ortodossia cattolica. Una tolleranza che rese facile la diffusione di materiale propagandistico e il movimento di persone ritenute dalla Chiesa romana dottrinalmente sospette. La Serenissima difese questa sua politica in materia anche con l'imperatore Carlo V nel 1529, rispondendogli che non in tendeva perseguitare: "... quanto alli luterani et heretici, el Stato et Dominio nostro è libero et non potemo devedarli".
I veneziani erano infatti tutt'altro che chiusi nei riguardi dei dissenzienti ed erano aperti al cambiamento: "li quali, perché Lutero ha detto cose diverse de gratia Dei et libero arbitrio, si hanno … della gratia et la infirmità humana; et credendo questi tali contradire a Lutero contradicono a santo Augustino, Ambrosio, Bernardo, san Thomaso; et breviter, mossi da buon zelo ma cum qualche vehementia et ardore di animo non se ne acorgendo, in queste contradictioni loro deviano dalla verità catholica et si acostano alla heresia pelagiana e pongono tumulti nel popolo".
Una tale apertura e tolleranza ingenerò in molti, in Italia e in Europa, la speranza che le autorità veneziane si facessero promotrici di una riforma della chiesa nel segno dell'Evangelo. Tra questi Bernardino Ochino che dichiarò nel 1542 alla Signoria di Firenze: "Già Cristo ha incominciato (a) penetrare in Italia, ma vorrei che v'intrasse glorioso, a la scoperta, e credo che Venezia sarà la porta". Non sorprende, pertanto, che Venezia venisse presto considerata dalle autorità politiche e religiose cattoliche una "città infetta".

#### La tolleranza della chiesa vicentina
A Vicenza la libertà di frequentare le conventicole fu resa possibile, oltre che dalla tolleranza della Serenissima, anche da quella di Niccolò Ridolfi, vescovo della diocesi dal 1524 al 1550, ma assente dalla sede episcopale durante quasi tutto questo periodo; solo nel settembre 1543, indotto dallo zelo controriformistico di un suo suffraganeo, si decise a raggiungere la sede episcopale per una breve visita.
In realtà il suo comportamento era una consuetudine: a quell'epoca i vescovi non risiedevano nella diocesi, considerando la nomina episcopale come una tappa della propria carriera, e preferivano delegare la funzione ad un "amministratore apostolico", cioè ad un vicario. A gestire la diocesi era in realtà il capitolo della cattedrale, i cui componenti provenivano dalle principali famiglie aristocratiche cittadine.
Ridolfi era "imbevuto di cultura erasmiana" e non contrastò la diffusione dei libri e delle idee che arrivavano d'oltralpe. Anche con il suo consenso, le accuse per eresia venivano minimizzate in favore di una società aperta alle istanze del rinnovamento. Il suo vicario Dionisio Zanettini, che ne faceva le funzioni durante le prolungate assenze, scrisse al cardinale Alessandro Farnese: "Che dirò de Vicenza? Che Ridolfi con li sol mali ministri che tien, ha facto lutherana quella città et perché io era contrario a' lutherana mi levò di quel loco, a ciò potessero fare pezo che mai. Poi andò la persona sua et potius sono augmentate tal heresie et pigliato fomento grandissimo che diminuite".

## La repressione

### La repressione moderata negli anni quaranta
La tolleranza della Serenissima cominciò a ridursi verso la metà del secolo.
Nel 1542 la Chiesa romana aveva istituito la Congregazione del Sant'Uffizio, cui era stata attribuita l'autorità esclusiva in materia di valutazione e persecuzione dell'eresia, richiedendo la collaborazione e la sottomissione delle autorità civili.
Il fatto non fu accettato facilmente dalla Serenissima dove, a differenza della maggior parte degli altri stati italiani ed europei, vi era una tradizione di identità tra Stato e Chiesa vicina alla tradizione bizantina. Una tradizione che portò nel 1547 all'istituzione dei "Tre Savi sopra l'eresia", una magistratura laica con cui il governo della Repubblica rivendicava la propria giurisdizione sugli eretici.
I Tre Savi avevano il mandato di affiancare il nunzio apostolico, il patriarca di Venezia e l'inquisitore di nomina papale nella persecuzione dell'eresia. Essi venivano scelti tra i patrizi più anziani e con più esperienza; spesso erano ex ambasciatori presso la Chiesa di Roma ed erano esclusi dall'elezione patrizi provenienti da famiglie di tendenze papaliste. Di fatto, quando venivano accusati di eresia sudditi di una certa rilevanza, con questa soluzione la Serenissima li proteggeva, controllando in modo stringente le indagini inquisitoriali.
Nel 1545 papa Paolo III sollecitò invano il nuovo doge Francesco Donà, che veniva ritenuto incline a un moderato riformismo religioso, ad arrestare il diffondersi dei movimenti ereticali. Nel marzo 1546 il cardinale Farnese informò i legati pontifici al concilio di Trento sulle gravi infiltrazioni ereticali riscontrate a Vicenza; qualche tempo dopo il nunzio pontificio Giovanni Della Casa presentò al Consiglio dei Dieci un francescano spagnolo che aveva predicato a Vicenza, il quale fornì tanti particolari di quei scellerati che tutti si convinsero della gravità del pericolo, anche politico oltre allo "scandalo della religione". Fra gli indiziati vi erano parecchi aristocratici: Giuseppe e Manfredo Da Porto, Adriano e Ottavio Thiene, Giulio Capra, Alessandro e Giulio Trissino e altri delle famiglie pure nobili Pigafetta, Pasini e Pagello.
Dalle prime inchieste, che si fecero nel tardo autunno del 1546 e agli inizi del 1547, risultò che conventicole si facevano in diversi luoghi publici et privati e che la propaganda filoprotestante era assai diffusa. Lo confermarono i rettori di Vicenza, che così scrissero il 10 maggio 1547 al Consiglio dei Dieci: "Noi vedemo questa città molto infetta di queste nove opinioni contra l'honor de Dio, contra la fede et religione christiana"; anzi si ragionava "publicamente per le piazze di tal materie con non picciolo scandalo del populo, dicendo che non bisogna creder che 'l corpo di Christo sia nella eucharistia [...]". Dopo aver soggiunto che "spesse volte si sogliono redurre in loco secreto ove legono libri di heretici", si concludeva che dal processo a carico del filocalvinista Zuan Donato di Gastaldi detto il Colombina, risultavano "cose diaboliche andar avanti, di modo che, non gli provedendo, un giorno in questa città per simil setta potrebbe nascer qualche scandalo et disordine non solamente di parole, ma anche di armi, sì come dominica passata hanno cominciato". Lo stesso Colombina aveva fatto allusioni preoccupanti: "Gli eretici sono più di duecento et forse di cinquecento, e vi hanno anche de' capi grossi".
Parve che finalmente i rettori di Vicenza fossero decisi a "formar inquisitione circa tal materia colla presentia sempre del reverendo vicario del vescovato di questa città"; ma non se ne ricavò niente o ben poco, perché oltre venticinque indiziati poterono allontanarsi per tempo e li conti de Vicenza vennero inquisiti molto blandamente, appena si accertò che i loro atteggiamenti filoprotestanti non contenevano istanze di natura politica. Per di più, concorse a far del tutto insabbiare l'inchiesta giudiziaria nei confronti di quegli eterodossi - che furono trattati con ogni riguardo anche per non offendere i loro correligionari transalpini e quindi per non turbare i rapporti e interessi commerciali - la denuncia del massiccio diffondersi degli anabattisti, che si diceva:" ... oltra le altre cose, levano le authorità di ogni Signoria et predicano una libertà christiana che non dobbiamo essere soggetti ad alcuno, dirittamente contra et a distruttione di tutti gli Stati".

### La repressione più severa degli anni cinquanta e sessanta
La tollerante politica veneziana verso gli accusati di eresia ebbe una brusca virata in seguito alla denuncia di Pietro Manelfi presso il tribunale del Sant'Uffizio di Bologna nel 1551. Egli, un vescovo anabattista, dichiarò all'inquisitore di essere stato luterano prima e anabattista poi, di essersi pentito, e di voler rivelare i nomi e i luoghi di tutti gli eretici che aveva conosciuto in dieci anni di viaggi nelle varie regioni d'Italia; fornì i nomi di centinaia di persone gettandole "in pasto allo zelo tremendo del tribunale" dell'Inquisizione. In seguito abiurò e fu riabilitato.
A partire dai primi anni sessanta l'inquisizione iniziò ad essere molto attiva a Vicenza e nelle altre città venete. Il governo veneziano, preoccupato nel preservare la propria neutralità, specie dopo la sconfitta della Lega di Smalcalda, cambiò politica assecondando l'azione degli inquisitori. Il 12 aprile 1568 un atto del doge vietava ad ogni indiziato di eresia, citato ed inquisito, di stabilirsi entro i confini della Repubblica, imponendo a coloro che si trovavano in tale condizione e che vi avessero preso dimora di andarsene nello spazio di quindici giorni.
Dopo questo cambiamento della politica veneziana, anche i Rettori di Vicenza iniziarono a promuovere un'azione contro i protestanti vicentini che sfociò in processi e in una serie di arresti, determinando pure la fuga di alcuni.

### Le fughe verso l’esilio
Nonostante le denunce, i procedimenti dell’inquisizione furono tardivi e la repressione blanda, cosicché praticamente tutti gli appartenenti ai ceti superiori poterono allontanarsi portandosi dietro i capitali. Venezia, che aveva notevoli interessi commerciali con la Germania, non voleva scontentare troppo i principi d'oltralpe, ferendoli nei sentimenti religiosi.
Nel 1563 iniziò il processo contro i fratelli Pellizzari, e quello di Nicolò si estese addirittura fino al 1565.
Seguì a ruota il procedimento giudiziario di Alessandro Trissino, il quale il 31 maggio 1563 fuggì da Vicenza verso Chiavenna transitando per Mantova. Da Chiavenna fino al 1576 egli continuò a incoraggiare gli italiani ad una scelta decisa e risoluta, mediante lettere private e circolari e poi con il suo Ragionamento, una breve opera apologetica dedicata all'amico Odoardo Thiene.
Anche Odoardo Thiene fu chiamato a difendersi dall'accusa di eresia, e nel 1567 si rifugiò ad Heidelberg dove con i capitali ricavati dalla vendita del patrimonio ereditato acquistò un castello; lì instaurò rapporti con Angelica Pigafetta e Nicolò Pavia. Fervente calvinista, egli non smise dal ringraziare Dio per averlo condotto nella chiesa di suo Figlio Gesù Cristo nostro Signore unico Salvatore, e fattogli conoscere in lui il solo rimedio della sua salvezza. Nel 1576 redasse un testamento, dal quale si evince che disponeva ancora di notevoli ricchezze; in esso raccomandava alla moglie Diamante, della nobile famiglia Pepoli di Bologna, che lo aveva seguito nell'esilio, di continuare ad esortare tutti i membri della famiglia Thiene a vivere secondo la riforma del santo Vangelo.
Giovan Battista Trento si stabilì a Ginevra.

### Il nicodemismo degli anni settanta
Negli anni settanta il movimento calvinista vicentino, una volta perdute le personalità più incisive, si esaurì presto nell'indifferentismo o nel conformismo religioso.
Buona parte dei vicentini che si erano convertiti al calvinismo abbandonarono la nuova fede. Nel luglio 1570 Alessandro Trissino scriveva da Chiavenna a Odoardo Thiene: "Sono molti, illustrissimo signor conte, gli quali, quantunque abbiano fatta professione d'aver la cognizione dell'evangelo, sono però stati in diversi modi talmente dal diavolo ingannati che a questa ora, per quanto intendo, non si trovano né caldi né freddi ma tiepidi e di una tepidezza tale che io grandemente dubito, se essi non sono tosto sollevati dalla mano del Signore, che quella luce, della quale si vantano, non sia per convertirsi, non dirò in tenebre d'ignoranza ma, quello che è peggio, a poco a poco, in uno bestiale ateismo ed alla fine in orrenda rabbia di perseguitare Gesù Cristo ne' suoi membri".
Anche l’altra parte dei vicentini che rimasero simpatizzanti per il calvinismo, di fronte al pericolo di subire un processo da parte dell'Inquisizione con l'eventuale confisca dei beni, preferì rifugiarsi nell'ambiguità del cosiddetto nicodemismo, come Calvino aveva definito e biasimato l'incoerenza di quanti, pur consenzienti in cuor loro alle nuove dottrine, non intendevano rischiare la perdita del patrimonio e tanto meno affrontare le incognite dell'esilio. In pratica mostravano esteriormente di partecipare alla fede romana, mentre nell'intimo mantenevano le proprie convinzioni religiose.
Uno dei fattori di questo indifferentismo religioso fu la perdita di ogni collegamento con i propri capi rifugiatisi con l'esilio in paesi stranieri; in realtà questo atteggiamento si manifestò sempre di più anche fra gli esuli, a parte coloro che finirono per integrarsi nelle comunità ecclesiali ultramontane.
Un secondo motivo del nicodemismo fu il ruolo ormai preminente dei banchieri e mercanti - come i Pellizzari e altri ricchi borghesi vicentini - che riuscivano ad avvalersi dell'appoggio dei correligionari francesi e svizzeri, tedeschi e inglesi, per incrementare e rafforzare i loro interessi commerciali nell'ambito europeo, mentre in patria manifestavano la loro adesione conformistica al cattolicesimo.
Secondo lo storico Hugh Trevor-Roper la perdita del patrimonio di intelligenza, di operosità e di fervore religioso vissuto e sincero fu di portata incalcolabile e "segna la data esatta in cui le classi dirigenti locali persero l'occasione per acquistare un più moderno abito mentale di laicità, d'intraprendenza e persino di vera fede e per sospingere Vicenza sulla via di uno sviluppo economico di stampo capitalistico che si sarebbe verificato solo alcuni secoli più tardi. Nel 1630 la Repubblica s'indebolì, la Controriforma prese il sopravvento e la vita commerciale appassì".

### Gli effetti sull'economia
L'esilio degli imprenditori aristocratici e la repressione del popolo ebbe notevoli effetti sull'economia vicentina.
Se il Cinquecento aveva rappresentato per la città un periodo di grande vitalità produttiva, l'involuzione seicentesca consegnò la città ad una regressione tecnologica ed economica. Il dinamismo del Cinquecento - il secolo "del trionfo delle arti e delle lettere" - venne sepolto dalle "misure precauzionali e limitative adottate dalla reazione controriformistica della Chiesa romana".

### La repressione della comunità anabattista
Come molte altre in Italia, anche la comunità vicentina fu tradita nel 1551 da Pietro Manelfi, presbitero cattolico passato all’anabattismo che - per cogliere l'opportunità del condono promesso da una bolla pontificia - decise di costituirsi, di riconvertirsi e di rivelare i nomi e l'organizzazione dei confratelli, provocando così la completa repressione del movimento anabattista esistente nei vari Stati italiani.
Alcuni degli anabattisti vicentini furono catturati, altri si costituirono spontaneamente, altri ancora fuggirono oltralpe e poi in Moravia, dove ricostituirono le comunità. Su richiesta dell'Inquisizione veneziana al Consiglio dei Dieci, nel 1565 due di essi, che si erano ostinatamente rifiutati di abiurare, furono condannati a morte per annegamento in laguna.
La comunità anabattista vicentina non fu completamente distrutta, ma continuò per alcuni anni nella clandestinità, con un indirizzo vicino all'illuminismo religioso di Lelio Sozzini e di Matteo Gribaldi.

## Persone e famiglie della città coinvolte nella Riforma[55]

### Giulio Trissino
Giulio Trissino, primo figlio maschio di Giangiorgio e di Giovanna Trissino, nacque a Vicenza nel 1504. Cagionevole di salute, venne avviato dal padre alla carriera ecclesiastica, visse a Roma presso la corte di papa Clemente VII tra il 1523 e il 1525, periodo nel quale maturò una grande avversità verso i valori classici del padre e verso la stessa Chiesa.
Dopo che fu nominato canonico e arciprete della cattedrale di Vicenza si avvicinò alla Riforma Protestante.
Durante il suo periodo di insegnamento a Vicenza, Fulvio Pellegrino Morato ricevette in prestito da Giulio libri della biblioteca paterna e ottenne protezione nel suo lavoro di organizzazione della nuova cultura riformata. Divenuti sodali, Giulio accompagnò il Morato nei suoi viaggi, avendo così modo di allacciare rapporti con la corte di Ferrara e Renata di Francia, con Zwingli e con il mondo culturale francese. Dopo l'uscita di scena del Morato e del Malchiavelli, Giulio fu uno dei principali riferimenti del movimento calvinista a Vicenza.
La sua scelta di abbracciare apertamente la Riforma protestante risale attorno al 1538, quando il padre Gian Giorgio gli rivolse esplicite accuse: … intesi questa pasqua che voi eravate diventato luterano e che avevate fatto un rabbuffo a fra Bonaventura da Catanzaro, perché egli aveva predicato che l'uomo ha il libero arbitrio; la quale opinione è tanto contraria a quella di Martin Lutero "de servo arbitrio". Laonde ho avuto tanto dispiacere di questa cosa ... considerando che quel ribaldo di Peregrino Morato abbia avuto tanta autorità appresso di voi, che vi abbia fatto ribellare non solo a vostro padre e indurvi a fare che voi gli vendeste fittamente e per niente i libri, ch'egli aveva rubati, ma ancora vi abbia fatto ribellare alla Chiesa Romana.
Per lungo tempo Giulio combatté aspramente il padre e il fratellastro Ciro per questioni di eredità.
Nel 1563 aiutò il cugino Alessandro e l'amico Nicolò Pellizzari, che venivano imputati di calvinismo dal tribunale dell'Inquisizione, a riparare fuori città per sfuggire alla condanna. Nel 1573 però egli stesso finì sotto indagine da parte dell'Inquisizione; condannato e bruciato in effigie a Roma, rimase tuttavia libero avvalendosi di fortissime protezioni. Nel 1577, tre anni più tardi, morì a Vicenza, abbandonato dalla famiglia.

### Ilnicodemismodi Iseppo Da Porto

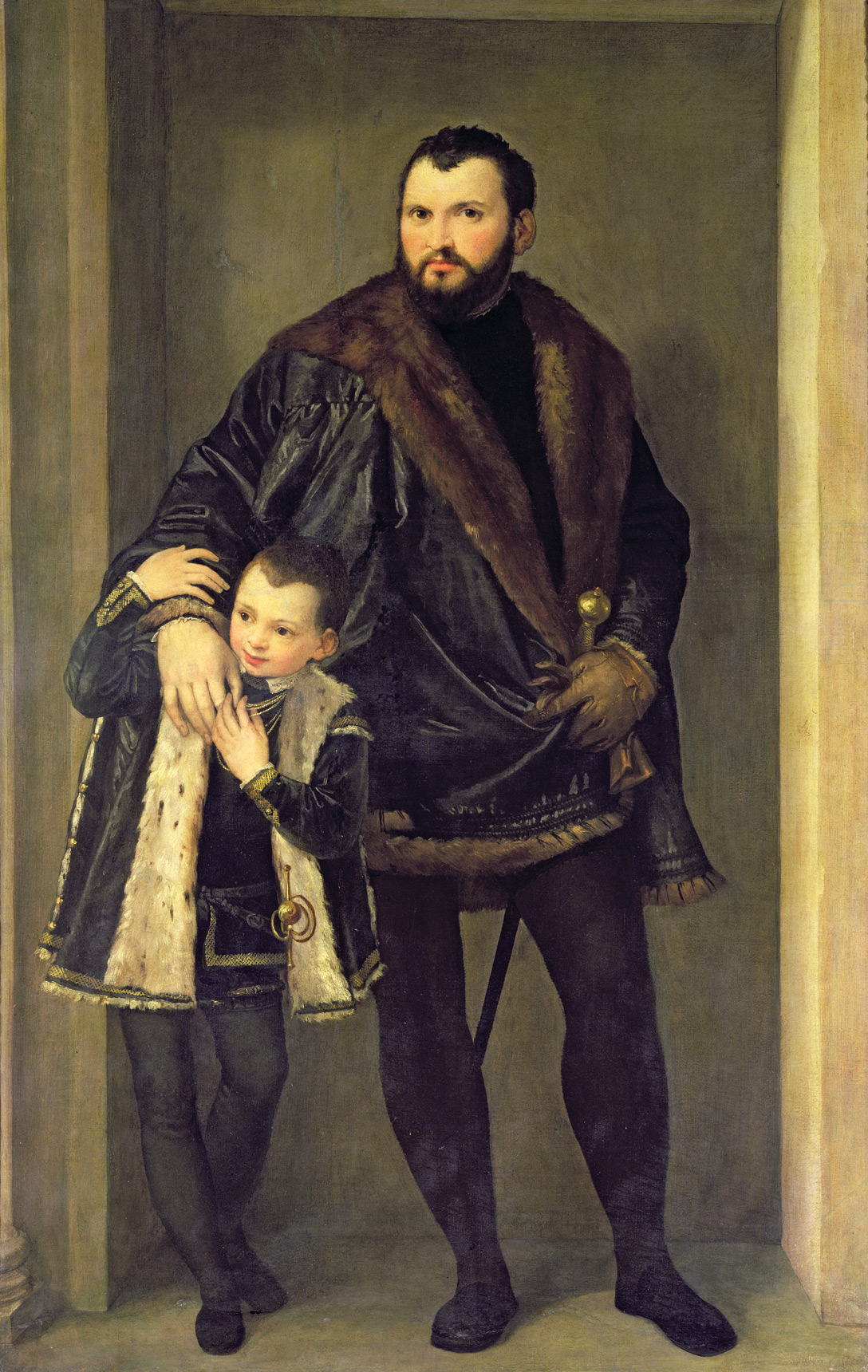
Paolo Veronese, Ritratto di Iseppo da Porto col figlio Adriano, 1555 ca.

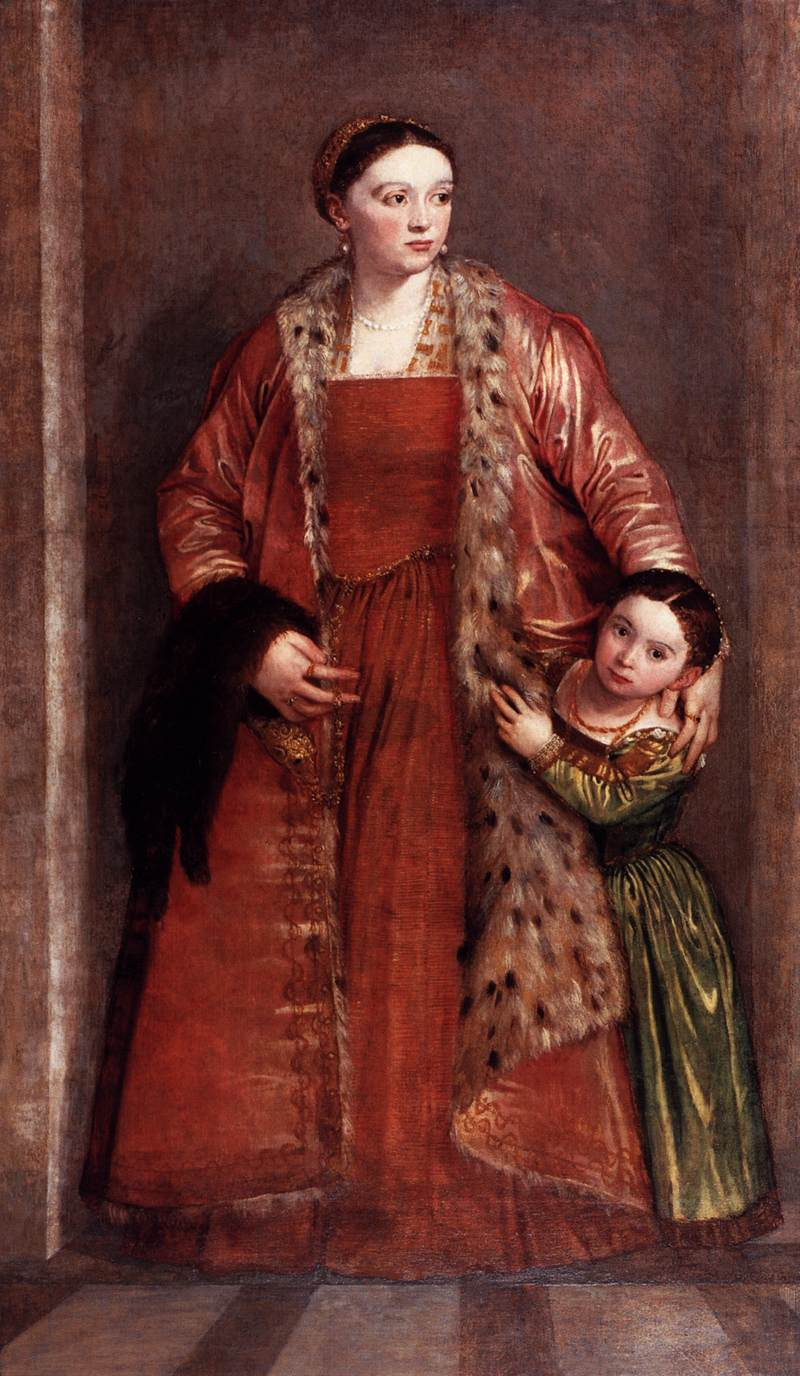
Ritratto di Livia da Porto Thiene con la figlia Porzia, Baltimora

La famiglia Da Porto fu fra le prime ad aderire alla riforma, assieme a quelle dei Verlato, dei Thiene e dei Trissino, nei cui palazzi si tenevano le prime riunioni evangeliche.
In seguito alla confessione processuale dell'anabattista di Arzignano, Bartolomeo Del Bello, tra coloro che vennero imprigionati nel 1547 vi furono anche Iseppo da Porto, Manfredo Da Porto, Ottavio e Adriano Thiene, Iseppo Marigo, Giulio da Colzedo ed altri cinque o sei. Non si conoscono gli esiti di questo processo, tuttavia questi aristocratici furono scagionati dalle accuse.
Negli anni cinquanta Iseppo fu membro attivo della vita politica e culturale cittadina, ricoprendo le principali magistrature; in questi anni egli sembra estraneo ai movimenti protestanti, tuttavia i suoi legami con i fuorusciti lo fanno ritenere un nicodemita.
Nel 1545 aveva sposato Livia Thiene, sorella di quell'Adriano Thiene che sarebbe poi stato arrestato con lui nel 1547; da lei ebbe sette figli: Adriano, Leonida, Porzia, Dorotea, Vittoria, Lelia e Deidamia.
Di Leonida va ricordato che nel 1571 fu chiamato a testimoniare nel processo contro il cognato Odoardo Thiene, nota personalità vicentina che aveva pure aderito alla riforma. In particolare, gli furono chieste informazioni sulla corrispondenza esistente tra il Thiene e suo padre, ma il procedimento non danneggiò particolarmente Iseppo. Nel 1568 quest'ultimo aveva ricevuto una denuncia da parte di Francesco Borroni, altro inquisito per eresia, ma pure in questo caso ne era uscito senza fastidi. Tutto questo, in ogni caso, fa supporre che il Da Porto continuasse a mantenere legami con gli ambienti protestanti.
Nel suo testamento del 1580 nominò suoi eredi i figli maschi e dispose di essere sepolto nella chiesa di San Biagio; parte delle sue ricchezze finirono anche in beneficenza. Tra i testimoni presenti compare anche l'anabattista Iseppo Cingano, il che fa supporre la vera fede religiosa.

### La famiglia Pigafetta e il dramma di Angelica
Matteo Pigafetta apparteneva ad una famiglia implicata, assieme ai Trissino e ai Thiene in particolare, nella diffusione del movimento riformatore vicentino e veneziano. Il padre, Camillo Pigafetta, era un frequentatore del cenacolo veneziano di Girolamo Donzellini, medico che aveva aderito al protestantesimo e poi subì diversi processi per eresia, finché nel 1587 fu condannato dall'Inquisizione veneziana alla morte mediante affogamento. Molto probabilmente apparteneva alla stessa famiglia anche Antonio Francesco Pigafetta, immatricolatosi presso l'Università di Basilea nel 1552-1553.
Sembra che già negli anni quaranta Matteo partecipasse allo studio e alle discussioni che si tenevano nella casa della sua famiglia a Vicenza; durante le riunioni si leggevano e commentavano pagine della Bibbia, di autori classici, dei Padri della Chiesa come Sant'Agostino, di umanisti come Erasmo da Rotterdam, ma anche l'Institutio christianae religionis di Giovanni Calvino.
Queste esperienze portarono Matteo a incontrare Girolamo Cato, un maestro di Ferrara che nel 1547 tradusse due opere di Cipriano - vescovo di Cartagine e Padre della chiesa - apponendovi una dedica all'amico Matteo; due anni più tardi Girolamo fu processato a Pesaro come eretico e condannato alla galera per tutto il resto della sua vita.

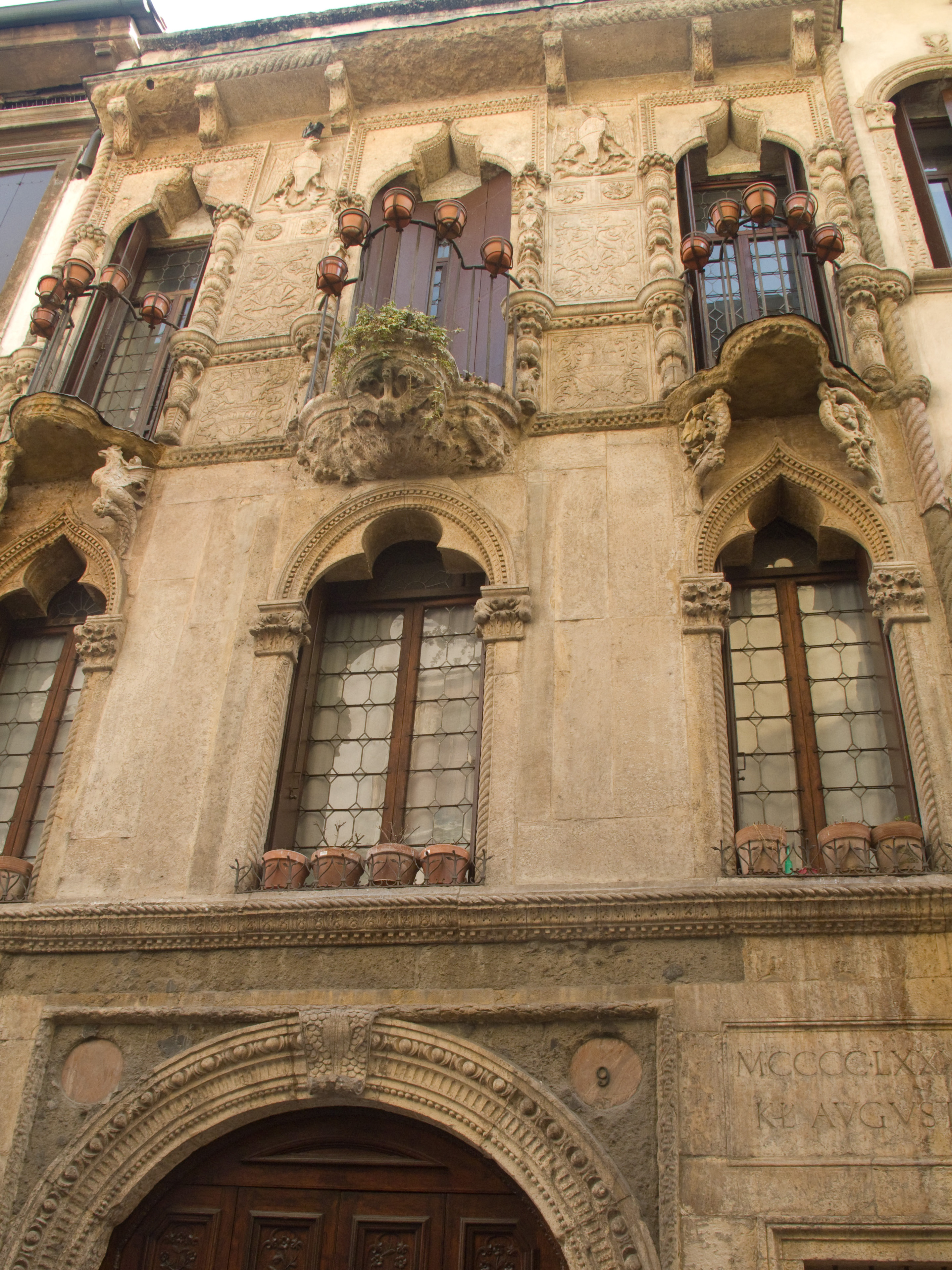
Palazzo Pigafetta, nell'omonima contrà di Vicenza

Un'altra componente della famiglia Pigafetta coinvolta nella repressione del movimento fu Angelica, nata Piovene, che aveva sposato Alessandro, che però morì nel 1557. In seguito ad una rottura con i fratelli Piovene e abbandonata o quasi dalla famiglia del defunto marito Alessandro, Angelica trovò accoglienza nella famiglia della madre Caterina, i Marana, i quali avevano una ricca possessione ad Asigliano nel basso vicentino.
Nella vicina Orgiano Angelica Pigafetta trovò un "maestro nelle novità religiose", un certo Iseppo Moscaia, che le fece avere una copia della Institutio di Calvino per leggerla e discuterla insieme; questo portò Angelica ad allontanarsi dal cattolicesimo.
Nell'aprile del 1568 fu citata dall'Inquisizione di Vicenza mentre si trovava ad Asigliano. Dopo la prima comparsa in tribunale tornò ad Asigliano dove "cadde ammalata né volle più riprendersi"; fu perciò arrestata come renitente e rinchiusa nel monastero delle Convertite in Borgo Pusterla insieme con il figlio Leonardo.
Nell'agosto dello stesso anno, Angelica e Leonardo insieme a Nicolò da Pavia partì per le terre franche, prima in terra detta Tirreno et ivi restassemo per due dì. Arrivati in Valtellina, si ritrovarono soli e privi di tutto e fu per questo motivo che Angelica iniziò a pensare ai beni che aveva lasciato in pericolo di essere sequestrati e confiscati dall'Inquisizione.
A Sondrio Angelica e Nicolò attesero presso la casa di un certo Annibale Marangon, suo familiare, che Alessandro Trissino venisse ad ascoltarli. Questi insisteva perché i due lasciassero l'Italia e si recassero da lui a Chiavenna dove sarebbero stati aiutati e sostenuti con i mezzi della comunità che lui stesso si avviava a condurre.
Non persuasi, Angelica e Nicolò si rivolsero allora ad un certo Nicolò D'Aviano il quale avrebbe dovuto trattare a Vicenza i problemi relativi al loro sostentamento e, sembra, anche del loro rientro nella fede cattolica. Nel frattempo Angelica cadde ammalata per 45 giorni, periodo nel quale Alessandro Trissino continuava a sollecitarli perché si recassero a Chiavenna; quando però Alessandro giunse a Chiavenna trovò Angelica in fin di vita.
Nell'ottobre del 1570 Leonardo Pigafetta, il figlio di Angelica, venne accompagnato in Tribunale per essere interrogato su due lettere a firma sua, scritte una a Chiavenna e l'altra a Lovadina; per quanto concerne la seconda lettera, Leonardo si attribuì l'intera responsabilità, mentre per la prima rispose che il contenuto gli era stato dettato da Alessandro Trissino. Il Tribunale, non credendo alla sua deposizione, stabilì di farlo rinchiudere in casonum S. Johannis in bragora, vietandogli ogni visita senza licenza del Sant'Officio.

### I fratelli Pellizzari
Per parecchio tempo il commercio e la diffusione dei libri riformati provenienti d'oltralpe furono prevalentemente gestiti dalla compagnia dei fratelli Pellizzari, importanti mercanti di seta di Vicenza, la cui casa era situata a Vicenza in Borgo Pusterla, "un piccolo punto ricco di capitali e di idee che si espande, secondo molteplici raggi, nelle città europee dei commerci della seta e del calvinismo, Chiavenna, Ginevra, Parigi, Lione".
Ricchi commercianti, i fratelli Pellizzari possedevano telai e investivano capitali; la loro rete di relazioni era europea, per certi versi si muovevano come i grandi mercanti di Venezia: commerciavano, prestavano denaro, partecipavano all'andamento del mercato. Erano anche acuti osservatori in materia politica e religiosa ed erano animati, in particolare Nicolò, dal desiderio di vivere una nuova dimensione che permeasse tutta l'esistenza, mostrando di avere abbracciato senza riserve l'impianto calvinista.
I fratelli Pellizzari possedevano due sensibilità diverse: Nicolò, dotato di un'ampia cultura umanistica, aveva la capacità di organizzare l'azienda, e risiedeva molto spesso a Vicenza nella sua abitazione presso la chiesa di San Girolamo; Bernardino, invece, amava viaggiare e più volte si recò a Parigi e a Lione ove pure risiedette fra il 1558 e il 1563.
Il clima del gruppo che ruotava attorno a loro era diverso da quello del Colombina; le situazioni si erano evolute ed erano gli anni in cui Vicenza sembrava trovare un ruolo come "un'importante città del pensiero calvinista". I Pellizzari, insieme ad Alessandro Trissino, furono tra gli attori principali di questo nuovo ruolo: i primi organizzavano la dimensione economica del movimento, il secondo diffondeva i contenuti della nuova fede.
Il 1561 segnò drammaticamente la storia personale dei Pellizzari; l'inquisizione li osservava, ne investigava ogni spostamento. La svolta avvenne il 1º gennaio 1563; durante un'inchiesta fra gli abitanti di Como, città ricolma di luterani, nascoste all'interno di balle di seta vennero trovate delle lettere che rivelavano il ruolo dei Pellizzari nella rete dei riformati. Molti deposero contro di loro, tuttavia restarono "operosi custodi ed alimentatori della libertà di coscientia"; Nicolò in questo contesto usò il termine "battagliare per la fede", una battaglia che non li fermò neppure di fronte al rischio degli inquisitori.

### Giovan Battista Trento
Giovan Battista Trento era un mercante di pelli, di casa sia a Venezia, al Fondaco vicino a Rialto dove incontrava i mercanti tedeschi, che a Ginevra, in cui divenne un abile organizzatore del gruppo di Alessandro Trissino. Negli anni quaranta, di concerto con il Malchiavelli, si occupò di diffondere a Vicenza l'Institutio di Calvino; tra coloro che accettarono la riforma ginevrina vi furono anche Ludovico Trento - anch'egli mercante di pelli - e altri familiari. "Il commercio delle pelli oltre che delle sete ne identifica l'anima profonda... Si sente il profumo delle pelli, delle balle ricolme di sete, accanto alle parole di Calvino".
Giovan Battista Trento scrisse alcune opere satiriche, che diede alle stampe a Ginevra nel 1566: il Mappe-Monde nouvelle papistique e l'Histoire de la Mappe-Monde papistique.
La prima di queste opere presentava una grande mappa allegorica dell'universo valoriale cattolico, in cui si visualizzava l'antitesi irriducibile con l'universo dottrinale riformato. La seconda, cioè la Histoire, spiegava questa contrapposizione mediante doppi sensi e una pungente satira anticlericale.

### Odoardo Thiene e la"Confessio Fidei"

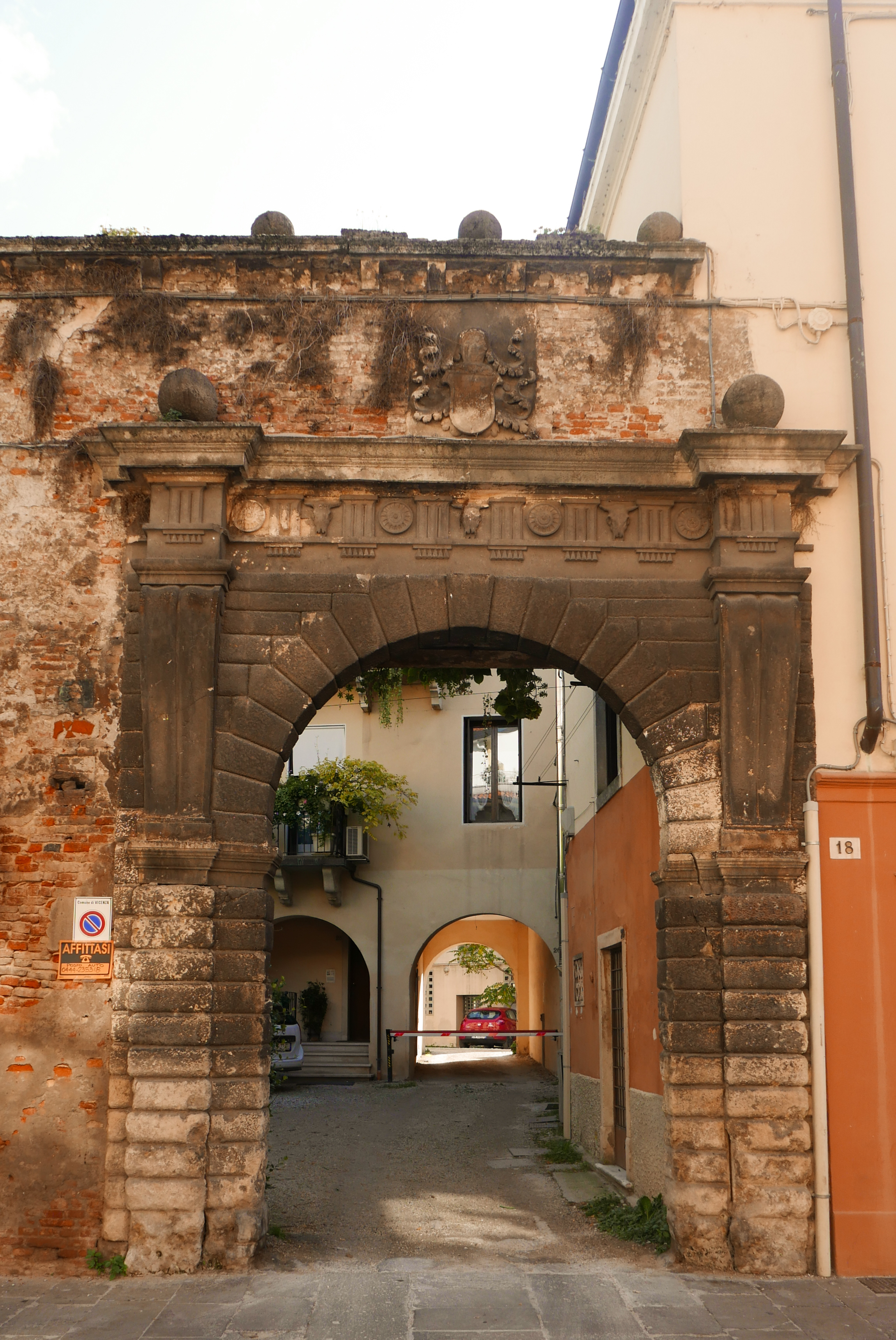
Portale del Palazzo Thiene in contrà Santa Lucia

Odoardo Thiene era figlio primogenito di Francesco Thiene, già simpatizzante dei riformatori; all'interno della famiglia, anche Giulio e Brunoro Thiene spingevano verso un rinnovamento della società che avesse risvolti spirituali; la lettura della Bibbia e delle opere di Aurelio Agostino erano di casa.
L'abitazione del ramo della famiglia Thiene che faceva capo a Bartolomeo, il nonno di Odoardo, si trovava in contrà Porta Santa Lucia. In questa casa ogni sabato sera molti si riunivano per parlare di religione: "era usanza di far redur la compagnia in casa di Francesco Thiene a Vicenza ... vi era la fazione guelfa e la fazione ghibellina o la parte nobile e la parte ugonota". Alla morte di Francesco Thiene, avvenuta il 19 dicembre 1556, la moglie Margherita affidò al figlio maggiore Odoardo la facoltà di amministrare i beni della famiglia.
Le tendenze calviniste di Odoardo iniziarono a manifestarsi da subito; insieme con i fratelli Pellizzari e Alessandro Trissino fu tra i principali animatori della diffusione della Riforma introdotta da Pellegrino Morato e poi dal Malchiavelli. Nel 1556 Odoardo era impegnato nelle riunioni calviniste a casa di Angelica Pigafetta mentre nel 1567, assieme ad altri vicentini, si recò a Chiavenna dove rimase abbagliato dal "bon vivere et la quietezza de quelli luoghi per fuggir dai tumulti, scandali, inimicizia di Vicenza". Le fonti confermano che Odoardo fece parte sia della "Nova Compagnia", sia dell'"Academia dei Secreti".
Alla morte di Margherita, avvenuta nel 1560, i due fratelli Odoardo e Teodoro procedettero alla divisione dei beni e Odoacre si stabilì nella casa della madre, che nel 1565 mise a disposizione dell'"Academia dei Secreti" e divenne luogo di ritrovo dove si tenevano riunioni evangeliche - considerate successivamente dall'Inquisizione in odor di eresia - in cui venivano duramente criticati la Chiesa di Roma e il papato.
L'adesione di Odoardo al protestantesimo fu tale che decise di emigrare all'estero per professare liberamente la propria fede; dei suoi intenti rese partecipi alcuni amici: il credeva ch'el dovesse menare via de qua gran moltitudine de luterani, et massime de poveri, che non haveano modo. Alla fine, dopo aver venduto i suoi beni, nel 1567 fuggì ad Heidelberg.
Sembra che la fuga di Odoardo abbia dato inizio ad un "clamoroso esodo" di nobili verso la Svizzera. Da Heidelberg comunque egli mantenne relazioni epistolari con gli amici italiani.
Nel luglio 1570 Alessandro Trissino scriveva da Chiavenna una lettera, allegando una copia del suo Ragionamento, al caro amico e fratello in Cristo Odoardo ad Heidelberg. Finalmente, afferma Odoardo, si trovava in quella terra "dove non si cacciava mano a spada, et senza tante superstizion si attendeva al vero culto di Dio"; perché è da Heildeberg, "la terra santa, la nova Hierusalem», che Odoardo realizza la vita dell'uomo nuovo". Ai mercanti vicentini e veneziani che incontrava, sembrava un uomo diverso, rinnovato. Dicevano: "ch'è qua in Italia l'era superbo, altiero, et là el sta retirato, basso, umile". Era una persona diversa.
Odoardo fece testamento a Ginevra nel settembre 1576, nominando erede di tutti i suoi beni ancora in Italia il fratello Teodoro.
Nel testamento alcune espressioni manifestano il suo stato d'animo: "ringraziava Dio per averlo condotto nella Chiesa del Suo Figlio Gesù Cristo nostro Signore ed unico Salvatore, e fattogli conoscere in lui il solo rimedio della sua salute". Dopo aver ordinato di essere sepolto secondo gli usi locali, donava alla comunità calvinista della città di Ginevra la somma di 1000 fiorini, che sarebbe stata pagata dopo la sua morte dalla moglie Diamante Pepoli. Dal testamento inoltre si viene a sapere che a Ginevra si era costituita la "Lega dei poveri stranieri della chiesa italiana" alla quale Odoardo assegnava altri 1000 fiorini, così come uguale somma ordinava fosse pagata all'Ospedale di Ginevra. A ciascuno dei nipoti, Scipione e Valerio Chiericati, riservava 1000 fiorini "nel caso si fossero ritirati dal papismo per vivere secondo la Riforma del Santo Evangelo". Raccomandava alla moglie Diamante che lo aveva seguito nell'esilio, di continuare le più pressanti esortazioni per attirare tutti i membri della famiglia Thiene, a vivere secondo i principi della Riforma
Dalle lettere di Odoardo Thiene e dalla documentazione relativa al processo a suo carico, si può notare il notevole ruolo che ebbe nella storia vicentina della riforma. Particolarmente importante fu la sua opera Confessio fidei, di chiara matrice calvinista, che completò nell'aprile del 1571. La sua diffusione sembra sia stata notevole in Italia, ma anche in tutta Europa. Nella lettera inviata ad Ercole Fortezza, con cui accompagnava la Confessio, Odoardo scriveva: "... havendo inteso che mi sono date alcune falsissime imputationi da certi ... ho voluto mandare in luce la mia confessione di fede ... cioè ch'el messia Gesù Cristo, nostro Signore, vero Dio et vero homo, con la sua morte ci ha liberati dalla tirannide del diavolo, et con la sua resurretione ci ha acquistata vita eterna... La prego a farmi raccomandato al cl.mo Ferramosca, facendoli parte di detta mia confessione …".
Le note scritte a margine della Confessio da parte di Gabriele Veneto, incaricato dell'analisi da parte del tribunale inquisitoriale, precisano che la successione degli argomenti richiamava Lutero, mentre il quadro generale rimandava a Calvino; l'opera contrapponeva in modo radicale Cristo e la salvezza per grazia mediante la fede alla Chiesa romana, alle sue tradizioni e ai sacramenti.

### Alessandro Trissino e il"Ragionamento"
Alessandro Trissino è probabilmente la figura dì maggior rilievo intellettuale della riforma protestante a Vicenza.
Nato a Vicenza nel 1523, figlio naturale di Giovanni Trissino e cugino di Giulio Trissino, grazie a quest'ultimo frequentò la scuola di Vicenza, assistendo alle lezioni di Fulvio Pellegrino Morato prima e di Francesco Malchiavelli poi; in quest'ambiente fu attratto dalle idee e dai valori proposti dalla riforma.
Nel 1545, insieme con importanti mercanti di Vicenza, come Giovanni Battista Trento e Nicolò Pellizzari, diede vita ad un circolo per diffondere le idee calviniste e l'approccio alla Sacra Scrittura; in quasi tutte le sue corrispondenze e in tutte le riunioni a cui prendeva parte utilizzava la Institutio e il catechismo di Calvino.
Alessandro, in questo periodo, era ancora intriso di una tradizione irenica che aveva in Erasmo e Juan de Valdes dei modelli. Credeva in un'autentica riforma della Chiesa e sperava che il Concilio di Trento fosse lo strumento di chiarimento teologico-dottrinale.
Frequentò in seguito i corsi di giurisprudenza presso l'Università di Padova, frequentando clandestinamente i gruppi riformati che gravitavano attorno all'ambiente universitario. Dopo aver lasciato gli studi entrò nella carriera diplomatica diventando nunzio di Vicenza a Venezia, dove promosse l'opera di propaganda religiosa sia presso i ceti nobili che presso quelli più umili.
Simili attività procedevano in parallelo anche a Vicenza, in particolare nella villa di Lanzè, dove Alessandro ospitava spesso l'amico Trento. Insieme condussero anche un traffico di Bibbie protestanti utilizzando i canali del commercio delle pelli, con l'aiuto dei fratelli Pellizzari e di altri.
Seguendo l'impostazione di Calvino, Alessandro insegnava ai mercanti di Vicenza che la croce di Cristo non allontana il credente dai piaceri della vita: "dovendo vivere … dobbiamo anche servirci degli aiuti necessari alla vita. Né ci possiamo privare di quelle cose che paiono rispondere più al piacere che alla necessità".
Nel marzo 1563, nel processo intentato contro i Pellizzari in seguito alla scoperta della corrispondenza clandestina nelle balle di seta, il tribunale dell'Inquisizione intimò ad Alessandro Trissino di presentarsi, essendo stata scoperta la sua appartenenza alla rete calvinista, allora in stretta comunicazione con le chiese di Ginevra e di Chiavenna.
Il procedimento nei suoi confronti si svolse con lentezza e gli inquisitori - alcuni dei quali erano amici di famiglia - non lo incalzarono; le domande erano generiche e non crearono nessuna pressione sull'imputato; il 2 aprile il processo fu sospeso, con la scusa di una forte emicrania di Alessandro che fu confinato agli arresti domiciliari presso la casa di Francesco Trissino dietro cauzione di 1000 ducati.
Un trattamento così blando nei confronti di Alessandro produsse malumori presso la Curia Romana, che protestò con il doge: così il processo fu ripreso il 20 aprile con una diversa situazione: era stato fatto un rimpasto dei giudici, tra i quali furono scelte persone più intransigenti; le accuse divennero circostanziate e alle smentite venivano opposte prove concrete, quali le lettere rinvenute a Como. Alessandro venne torturato ma, con l'aiuto dell'avvocato Giovanni Domenico Roncalli e del cugino Giulio, riuscì a fuggire dirigendosi verso Chiavenna.
Alla notizia della sua fuga i rettori di Vicenza e gli inquisitori istituirono immediatamente un processo contra li suoi parenti et amici, ma l'indagine non diede alcun risultato. Il fatto ebbe profonde ripercussioni a Roma e a Trento, dove si stava chiudendo il Concilio. Lo stesso vescovo di Vicenza - Giulio Della Rovere - fu chiamato in causa e invitato ad intensificare le visite pastorali. L'atmosfera si infuocò ancora più alla notizia della fuga di tredici monache vicentine le quali hanno fatta questa scappata per non voler vivere nella riforma che il cardinale le aveva poste.
Francesco Trissino cercò più volte di persuadere Alessandro a desistere dal suo comportamento e a presentarsi al Sant'Uffizio. Ma Alessandro era ormai giunto a Chiavenna, dove respirava quella libertà di azione e di pensiero cui non voleva più rinunciare; così preferì l'esilio e la perdita di tutti i suoi beni, piuttosto che ritornare in patria. Comunicò che non gli interessava l'honor di casa sua ed era pronto anche a una rottura definitiva con la famiglia. La sua fede era ormai maturata, e l'adesione alla dottrina calvinista divenne completa, senza reticenze; "le inquietudini di un tempo furono completamente cancellate, superate".
Il 7 marzo 1564 Alessandro fu condannato in contumacia come eretico con l'aggravante della fuga, scomunicato e bruciato in effigie sul rogo per ben due volte sulla piazza di Vicenza adiacente alla cattedrale.
Da Chiavenna egli mantenne ancora i rapporti con gli amici vicentini, sollecitandone la fuga verso l'esilio. La corrispondenza era guardinga e occultata, e per far perdere le tracce, qualora qualche lettera fosse stata trovata, usava fare la menzion a huomini morti, et sottoscrive de altro nome, et con altro sigillo.
Acquisita una posizione di prestigio nella comunità di Chiavenna, verso il 1570 ne venne eletto pastore; in questa veste rivolse i suoi interventi all'interno delle correnti riformate in Italia con sempre maggior insistenza. Le notizie che gli giungevano attraverso gli amici veneti o gli esuli rifugiatisi da poco a Chiavenna, però, dipingevano un quadro della situazione italiana e dell'involuzione del movimento che turbarono grandemente la sua sensibilità. Alessandro aveva compreso che la spinta rivoluzionaria iniziale si era trasformata in forme di compromesso: in breve tempo, infatti, le abiure abbondarono e le riconversioni al cattolicesimo aumentarono a ritmo accelerato. L'Inquisizione, da parte sua, stringeva le maglie attorno alle poche chiese soffocandole e disperdendone i membri, impedendo di fatto la libera circolazione delle idee. Fu proprio contro questa realtà, segnata dall'oppressione e allo stesso tempo dalla stagnazione, che Alessandro lanciava le sue accuse e le sue esortazioni.
Deluso e preoccupato, nel 1570 scrisse il Ragionamento indirizzato "ai fratelli d'Italia", con il quale rivolgeva un rimprovero ed un ammaestramento, con il proposito di sollecitare delle azioni; i suoi inviti al martirio attraverso la fuga non trovarono, però, alcuna risonanza in un mondo che ormai preferiva la clandestinità e la simulazione. 
Da quel momento in poi mancano le notizie a suo riguardo; probabilmente morì nel 1609.

## La Controriforma a Vicenza

### I vescovi Priuli e l'attuazione dei decreti tridentini

Stemma della famiglia veneziana Priuli

Nel luglio 1564 furono inviati a Vicenza i decreti tridentini, con l'ordine di dare loro immediata esecuzione, e contemporaneamente fu nominato vescovo di Vicenza il patrizio veneziano Matteo Priuli, che aveva partecipato dal 1562 alle sessioni del Concilio.
Egli affrontò con grande energia la riforma della Chiesa e, in primo luogo, l'obbligo per coloro che godevano di benefici ecclesiastici di risiedere nel luogo di titolarità e il divieto di cumulare più benefici. La sua azione però, che minacciava forti e consolidati interessi - in particolare quelli dei canonici della cattedrale, capitanati dall'arcidiacono Simone da Porto, e quelli dei monasteri - incontrò una strenua resistenza e addirittura una ribellione; canonici e religiosi fecero ricorso alla Santa sede, sfruttando i loro appoggi presso la Curia romana, cosicché i decreti vescovili non trovarono attuazione.
Nel 1579 Matteo Priuli, deluso, rinunciò alla diocesi e al suo posto fu designato il nipote Michele. Questi, più duttile e capace di mediazioni rispetto allo zio, proseguì nell'impegno di attuazione della riforma, celebrando ben cinque sinodi ed emanando numerosi decreti; seppe circondarsi di validi collaboratori - come Antonio Pagani e le Compagnie di San Girolamo, dei Fratelli della Santa Croce e delle Dimesse - soprattutto per promuovere l'insegnamento del catechismo e dell'istruzione religiosa al popolo.

### L'istituzione del seminario
Uno dei maggiori problemi cui i vescovi dovevano far fronte era l'abissale carenza di cultura religiosa. Affidata alle cure pastorali di un basso clero povero e ignorante, la popolazione viveva una fede superficiale, infarcita di superstizione, alimentata dalle pratiche esteriori di devozione ai santi patroni, solo occasionalmente rinvigorita da qualche bravo predicatore proveniente dall'esterno.
Matteo Priuli, in attuazione dei decreti tridentini, costituì presso la cattedrale un gruppo di '"50 ragazzi di buona famiglia e di chiara attitudine allo stato ecclesiastico" che, appena accettati, avrebbero dovuto subito vestire l'abito clericale; una metà di questi avrebbe dovuto pagarsi il mantenimento agli studi, l'altra metà avrebbe ricevuto un modesto contributo. A questo seminario venne assegnata la chiesa di San Francesco vecchio e la casa adiacente nella quale avrebbero dovuto abitare i due maestri della scuola, un grammatico e un musico. Al mantenimento del seminario avrebbero dovuto contribuire con una parte delle proprie rendite tutte le istituzioni religiose, compreso il capitolo della cattedrale e i monasteri, esclusi solo quelli dei mendicanti: e furono proprio queste disposizioni che suscitarono un'ulteriore, accanita opposizione da parte dei canonici e dei monaci.
Il successore di Matteo, Michele Priuli, tra i tanti problemi diede la precedenza al seminario eretto dallo zio, cercando sia di aumentare convenientemente le entrate della scuola sia di trasformarla da aperta a chiusa: per la carenza di finanziamenti, però, questo poté avvenire soltanto per 16 dei chierici seminaristi. Alla fine di dare loro una formazione più qualificata, il vescovo chiamò a Vicenza i padri somaschi.

### I vescovi vicentini del XVII secolo
Ai due Priuli, riformatori della seconda metà del Cinquecento, succedette una serie di vescovi - quasi tutti appartenenti a famiglie patrizie veneziane e ben forniti di protezione a Roma - molto più interessati alla carriera diplomatica e di governo nell'ambito dello Stato Pontificio che non alle cure pastorali della diocesi loro affidata. A parte qualche breve periodo, risiedettero ben poco a Vicenza. La città rimase, quindi, saldamente in mano all'oligarchia locale le cui famiglie si spartivano tutte le cariche civili e religiose.

### I nuovi ordini religiosi
Vista la ritrosia dei religiosi locali a collaborare per l'attuazione della riforma, i vescovi chiamarono a Vicenza alcuni ordini religiosi nati nel XVI e XVII secolo, soprattutto allo scopo di esercitare funzioni educative e formative, in favore sia del popolo che del clero.
L'ingresso in città nel 1567 dei Chierici regolari detti Teatini, un ordine fondato dal vicentino San Gaetano Thiene divenne un fattore di rinnovamento religioso; due anni dopo fu canonizzato il loro fondatore, San Gaetano, e questo attirò notevoli donazioni e contribuzioni sia da parte del Comune che da privati. Negli ultimi anni del secolo essi intrapresero la completa ricostruzione della chiesa parrocchiale di Santo Stefano ma, quando si videro negare il cambio dell'intitolazione in favore del loro patrono, abbandonarono la parrocchia e in pochissimo tempo riuscirono a costruire la nuova chiesa dell'ordine; questo fatto ridusse di molto il loro rilievo pastorale.
I Padri Somaschi si insediarono negli anni 1558-63 presso la chiesa della Misericordia con il compito di dirigere l'orfanotrofio. Vent'anni dopo, nonostante le proteste del capitolo della cattedrale che vedeva intaccato il proprio diritto alle prebende, il vescovo Michele Priuli li insediò nella parrocchia dei santi Filippo e Giacomo. Già ben noti come predicatori della riforma, furono incaricati dell'istruzione della gioventù e del clero, in particolare nel nuovo seminario. Durante la seconda metà del seicento, si impegnarono nel rifacimento della chiesa e nella costruzione di un imponente convento, che poi divenne il palazzo San Giacomo.
I Gesuiti - che avevano già tra le loro file un certo numero di aristocratici vicentini - vennero in città intorno al 1600, richiamati dal forte interesse della classe dirigente per il restauro e l'incremento delle scuole pubbliche, di cui si sentiva vivamente il bisogno. La Repubblica di Venezia, però, li espulse nel 1606 al momento dell'interdetto di papa Paolo V e, a differenza di altri ordini, non rientrarono più in città fino al 1657.
I chierici della congregazione dell'Oratorio di san Filippo Neri - detti anche Filippini o Oratoriani - dopo un primo tentativo di insediarsi a Vicenza nel 1658 e l'incarico nel 1686 di officiare nella chiesa dei Santi Faustino e Giovita, nel 1719 si stabilirono nella casa dei Gesuiti e l'anno dopo ottennero in dono la chiesa e la casa in corso Palladio che era appartenuta fino ad allora ai Gesuiti.
In realtà, anche se da parte di alcuni tra questi religiosi - in particolare i Filippini - vi fu una qualche attenzione pastorale verso il popolo minuto, il loro impegno nel costruire sontuosi templi, in stile barocco secondo la concezione del tempo, e palazzi per le sedi conventuali portò le congregazioni ad essere sempre più vicine all'aristocrazia cittadina che alle classi umili.

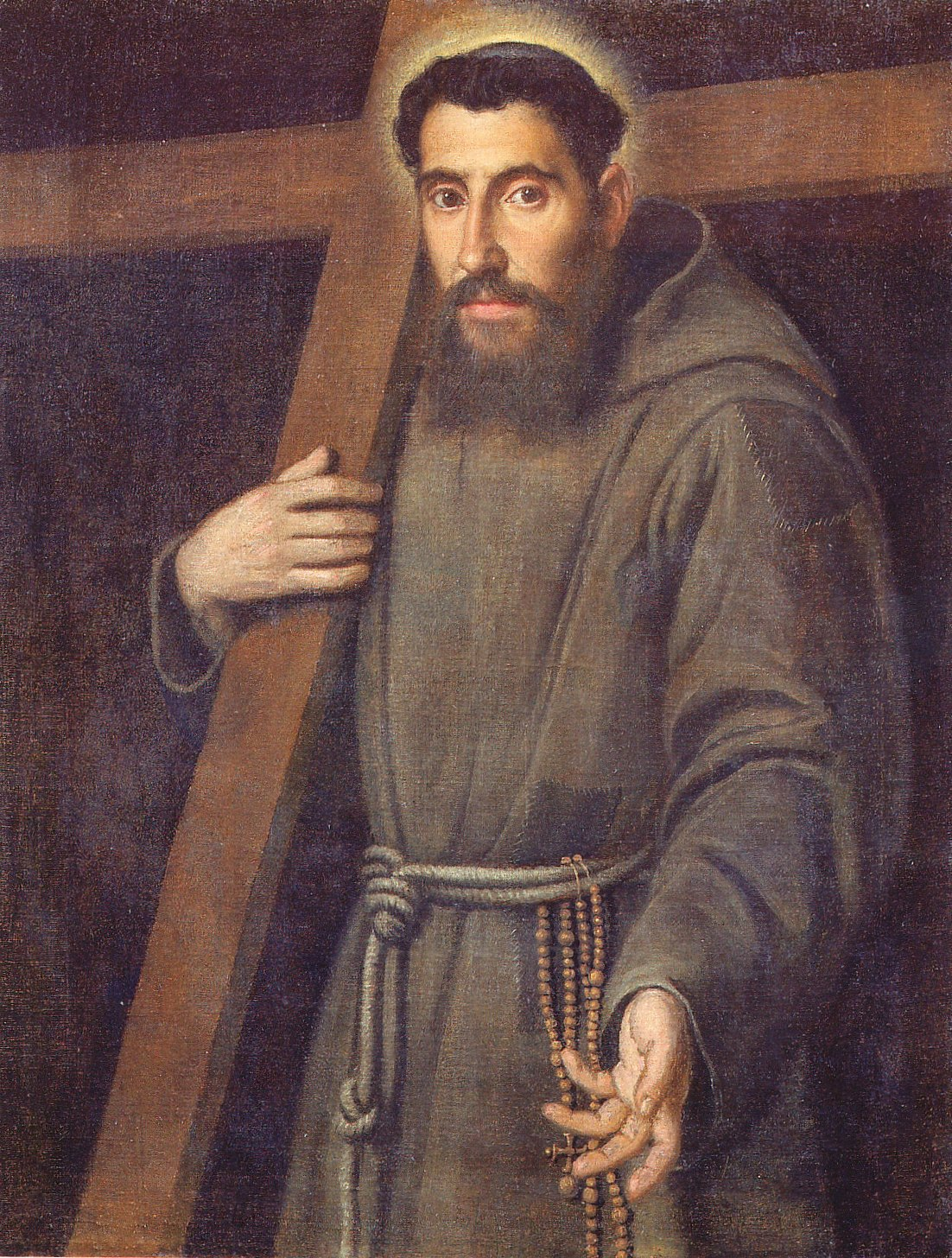
Antonio Pagani - Ritratto di pittore veneto del XVII secolo

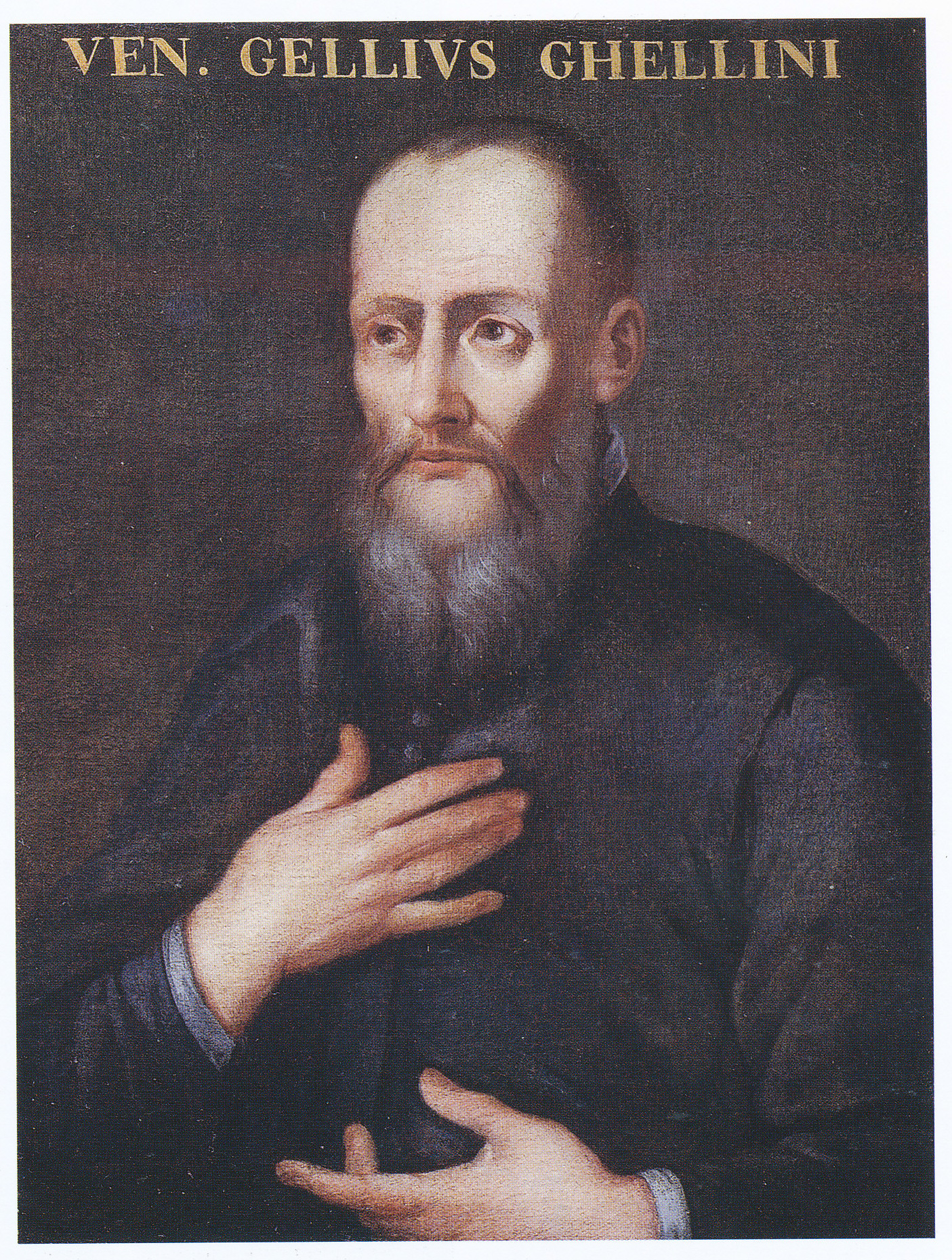
Ritratto di Gellio Ghellini (opera di pittore vicentino del primo Seicento, forse Giovanni Cozza, 1629-78)

Qualche iniziativa più vicina al popolo fu presa da religiosi locali, come Antonio Pagani e Gellio Ghellini.
Il primo era un frate francescano che aveva preso parte come teologo al Concilio di Trento, dove aveva anche tenuto un discorso sulla riforma della Chiesa. Tra i padri conciliari vi era anche Matteo Priuli il quale, divenuto poi vescovo di Vicenza e conoscendo il Pagani come uomo di dottrina e di grande zelo, lo volle con sé per l'opera di riforma nella sua diocesi.
In appoggio ai vescovi Matteo e Michele Priuli, egli svolse un'intensa attività riformatrice, anzitutto rivitalizzando l'Oratorio di San Girolamo o Compagnia segreta di San Girolamo, fondata nel 1494 in seguito alla predicazione di Bernardino da Feltre, poi fondando nel 1586 la Compagnia dei Fratelli della Santa Croce per gli uomini, e la Compagnia delle Dimesse o Compagnia della Madonna per le donne.
Nel 1590 il sacerdote Gellio Ghellini fondò un'opera innovativa per il suo tempo, la "Pia Casa del Soccorso" nel Borgo Porta Nova, perché potesse esservi accolto un certo numero di "pericolate", cioè donne in difficoltà, che avevano esercitato la prostituzione o vi erano state spinte dopo aver subito violenza, ma ora erano desiderose di riscattarsi. Oltre ad offrire alle giovani donne un ambiente idoneo a ricostruire la propria esistenza senza dover abbracciare la vita conventuale, la Casa forniva loro un aiuto per essere avviate ad un lavoro onesto o a contrarre matrimonio.
Un'altra iniziativa fu assunta nel 1602, dopo un'efficace predicazione dal cappuccino Michelangelo da Venezia, che aveva denunciato la precaria condizione sociale e morale di tante adolescenti di famiglie povere della città, prive di un'adeguata educazione e istruzione e quindi sottoposte a continue violenze "per non avere di che vivere e maritarsi". Fu così che alcuni nobili della città decisero di procurare un ambiente idoneo ad accoglierle e a prepararle convenientemente alla vita, sia che scegliessero di entrare in un istituto religioso, sia che si orientassero a formare una propria famiglia. Sorse così in Borgo Berga la "Pia Casa di Santa Maria delle Vergini", correntemente chiamata "Ospizio delle Zitelle", affidata alla gestione delle Dimesse del venerabile Antonio Pagani e divenuta in breve, grazie alla generosità dei vicentini, un'importante istituzione educativa.

### Confraternite e oratori

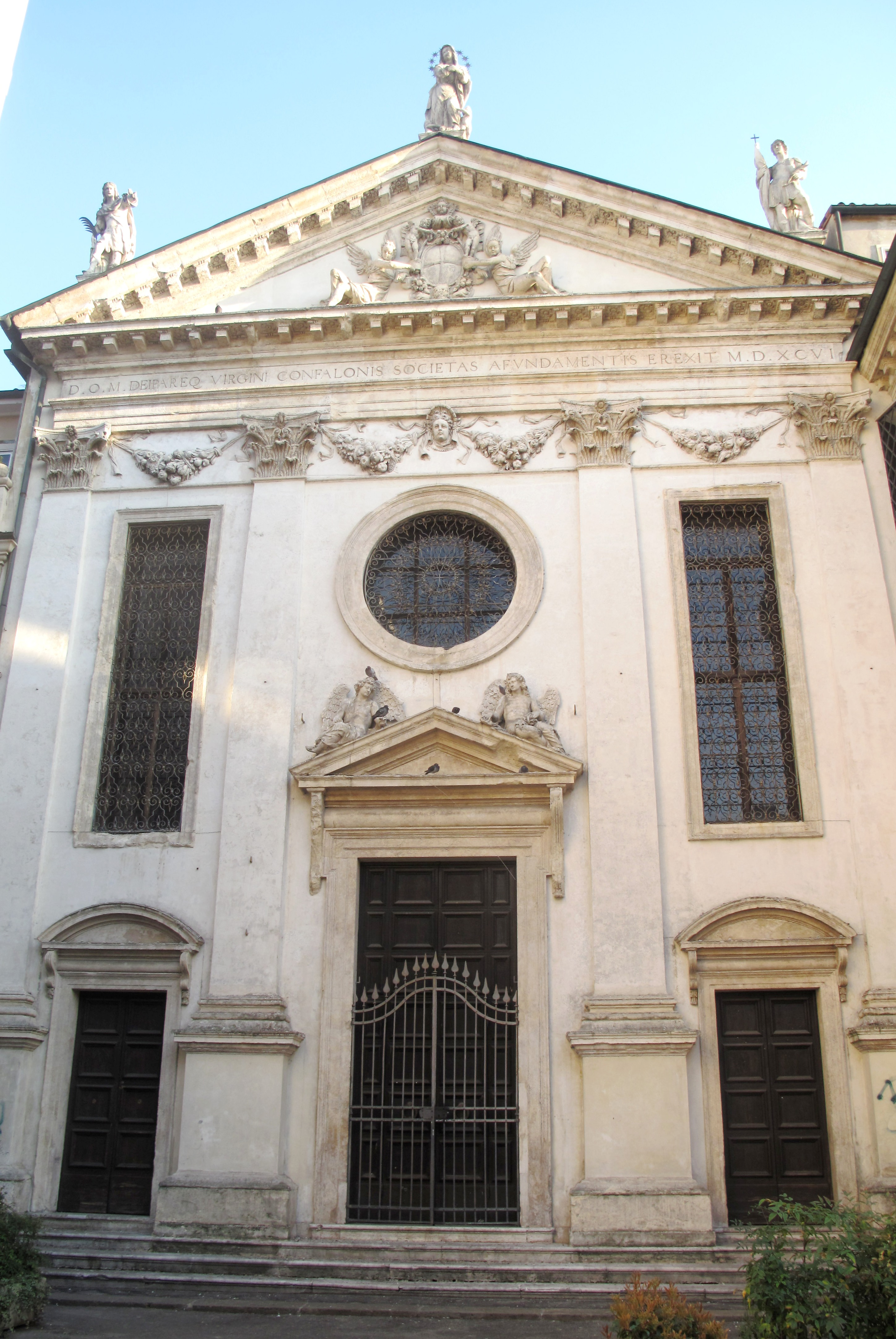
Facciata dell'Oratorio del Gonfalone in piazza Duomo

Prima del Concilio di Trento la gerarchia ecclesiastica sembrava poco interessata all'associazionismo laico, che si esprimeva attraverso le fraglie devozionali e le confraternite, tanto che esse venivano formalmente istituite o tacitamente riconosciute senza una particolare approvazione da parte dell'autorità ecclesiastica. La Controriforma, invece, ne rilevò l'importanza, le favorì, le controllò e le utilizzò come argine contro il protestantesimo. Esse rappresentavano un mezzo tradizionale per rinfocolare il fervore religioso e la pratica cristiana: celebravano solennemente le feste, veneravano la Madonna e i santi, costruivano altari, celebravano con sfarzo e concorso di popolo le processioni, si occupavano della raccolta di fondi e praticavano opere di carità nei confronti dei bisognosi.
Portatrici di una religiosità che nasceva dalla fede popolare e, allo stesso tempo, degli interessi delle famiglie nobili cittadine, esse non si lasciarono facilmente sottomettere dalla pur riconosciuta giurisdizione del vescovo. In un periodo - che durò fino alla prima metà dell'Ottocento - di crisi della parrocchia che non riusciva ad attirare i fedeli, le confraternite cercarono di creare degli spazi religiosi, in cui le differenze di riti e di celebrazioni non favorivano certo la coesione sociale - al loro interno erano rigidamente divise in nobili, mercanti e artigiani, secondo la mentalità del tempo - ma aiutavano la maturazione di una spiritualità più profonda e di una devozione più sentita. Rapidamente la città si arricchì di oratori, vere chiese private delle confraternite in cui ricevere i sacramenti, celebrare la messa, assistere alle funzioni.
Le confraternite più importanti a Vicenza furono quelle:
- della Misericordia, detta anche dei Turchini dal colore del mantello indossato dai suoi membri, che aveva una cappella nella chiesa di Santa Corona
- del Santissimo Sacramento, con sede in cattedrale
- del Gonfalone, che fece costruire l'omonimo oratorio
- del Rosario, che dopo la battaglia di Lepanto fece costruire la grande cappella anch'essa nella chiesa di Santa Corona
- del Crocifisso, con l'oratorio dietro alla chiesa di Santa Maria in Foro, detta dei Servi
- di San Nicola da Tolentino, con l'oratorio omonimo annesso alla chiesa di San Michele[115].

## La riforma della Chiesa vicentina nell'Ottocento
Il complesso sistema ecclesiastico vicentino, nella sua composizione di diocesi, parrocchie, monasteri e conventi, ordini religiosi e confraternite laiche, patrimoni, privilegi e benefici del clero, fu profondamente modificato ai primi dell'Ottocento dalla legislazione napoleonica, che fu conservata anche sotto l'Impero asburgico.
Nella città di Vicenza il numero delle parrocchie fu ridimensionato al fine di eliminare i luoghi di culto superflui. Tra il 1807 e il 1810 furono soppressi tutti i conventi e i monasteri, tutte le confraternite con le loro cappelle o chiese. I religiosi - privati delle loro fonti di reddito, perché la legislazione napoleonica aveva incamerato nel demanio i legati di culto, cioè i lasciti per la celebrazione di funzioni religiose - andarono ad ingrossare le file del clero parrocchiale: la città ebbe in media un sacerdote ogni 150 abitanti.
I parroci divennero funzionari dello Stato, oltre che della Chiesa, responsabili dei loro fedeli anche dal punto di vista civile: ad essi fu affidato il compito di tenere l'anagrafe, di rilasciare certificati di malattia o di povertà, di tenere gli elenchi dei coscritti della leva militare. Fu modificata anche l'amministrazione economica della parrocchia: divisi i beni tra il beneficio, che serviva al mantenimento del parroco (al quale veniva assegnata una congrua, nel caso il beneficio non fosse stato sufficiente) e la quarta fabricae cioè il patrimonio che serviva al mantenimento degli edifici parrocchiali, la gestione di quest'ultima fu affidata ai fabbricieri, un comitato di laici nominati dallo Stato.
Ne beneficiò comunque la vita parrocchiale, come risulta dalla relazione del vescovo Giuseppe Maria Peruzzi durante il suo episcopato tra il 1818 e il 1825. Le chiese erano ben tenute, il clero disciplinato, l'istruzione catechistica diffusa in ogni parrocchia; diversa la valutazione della vita di fede: sia la coscienza che la pratica religiosa si erano raffreddate e anche i costumi morali lasciavano a desiderare.

## Le Chiese protestanti in età contemporanea
Il codice dell'osservanza parrocchiale, imposto dal Concilio di Trento, aveva determinato un rigido controllo della vita religiosa. Il parroco aveva il compito di annotare su registro, insieme con i battesimi, i matrimoni, i decessi, anche gli inconfessi, i concubinari e altre forme di irregolarità.
Tramite i registri parrocchiali risulta che a Vicenza nel Seicento e Settecento non vi furono presenze protestanti manifeste. Anche se "c'è da supporre che nel dilagante conformismo degli intellettuali, alcune idee sopravvivessero ... Si ha notizia di un solo processo dell'Inquisizione di Vicenza nel 1745 a carico di un certo Stefano Lorenzoni, essendo egli "recidivo ed autore di 116 proposizioni ereticali".
Di una consolidata presenza protestante a Vicenza si ha conoscenza soltanto dopo l'annessione al Regno d'Italia, che comportò una reale separazione tra Stato e Chiesa. Nel 1869 il pastore metodista Arrigo Bossi registrava una "sessantina di membri comunicanti"; nel 1875 fu aperto il locale di culto in contrà San Faustino, tuttora attivo. Un'altra comunità esiste a Bassano del Grappa in via SS. Trinità.
Nei primi anni del Novecento l'emigrante Massimiliano Tosetto Viola (1877-1948), di ritorno dagli Stati Uniti, creò a Campiglia dei Berici una piccola comunità evangelica; con l'appoggio finanziario della Chiesa Metodista di Padova, in breve tempo riuscì a far costruire un edificio di culto, che venne frequentato nonostante le resistenze delle autorità religiose locali. Ritornato il Tosetto negli Stati Uniti, la piccola chiesa venne affidata alle cure del pastore Giordano Giordani che però morì poco tempo dopo, così che nel 1915 la sede della comunità fu chiusa.
Occorre attendere il secondo dopoguerra, e più precisamente gli anni sessanta per ritrovare testimonianze protestanti, ora denominate "evangeliche", a Vicenza. In quegli anni in rapida successione furono inaugurate la Chiesa di Cristo e la Chiesa Cristiana Biblica.
La prima deve la sua origine vicentina all'intensa l'attività evangelica di Fausto Salvoni, un ex prete convertitosi all'evangelica ..., che favorì la conversione di svariate persone .... Dopo alcuni trasferimenti di sede in città, dal 1962 la Chiesa di Cristo si è stabilizzata in Levà degli Angeli, dove è tuttora presente.
La Chiesa Cristiana Biblica nacque nel 1966 in via Firenze, a Vicenza, per l'azione combinata della libreria evangelica di Ponte Pusterla e la testimonianza di alcune famiglie. Alcune di esse frequentavano la Chiesa Metodista cittadina, ma a motivo dell'apertura alla teologia liberale di quest'ultima, decisero di fondare una nuova comunità in linea con il deposito dottrinale del cristianesimo classico. Il periodo di consolidamento durò una decina d'anni, durante i quali si aggiunsero svariate persone. Dal 2004 la comunità, ora denominata Chiesa Evangelica di Vicenza, ha il locale di culto in via Della Scola, nel quartiere di San Pio X.
A metà degli anni sessanta giunse a Vicenza anche il missionario italo americano Angelo Nesta, che qualche anno dopo aprì un locale di culto in città; nel 1975 il ministero passò al pastore Enzo Specchi, che diede un notevole impulso alla crescita delle comunità ADI ("Assemblee di Dio in Italia") sia in città che in provincia.
Nel 1993 su iniziativa della Chiesa Evangelica di Padova, nacque a Vicenza la Chiesa Cristiana Evangelica Battista successivamente denominata Chiesa Evangelica Riformata Battista, i cui locali di culto sono ora in Borgo Casale. Oltre allo studio della Bibbia e alla preghiera, la Chiesa si interessa di temi sociali, come l'immigrazione e la corruzione.
A partire dagli anni ottanta in seguito ai notevoli flussi migratori si sono sviluppate in tutto il territorio svariate decine di chiese evangeliche etniche, soprattutto africane, che vivono la fede in modo fortemente comunitario.